# 鹿児島テレビ放送
鹿児島テレビ放送株式会社（かごしまテレビほうそう）は、鹿児島県を放送対象地域とするフジテレビ系列（FNN・FNS）のテレビ局である。通称は鹿児島テレビ、略称はKTS（以下、放送局名は略称表記）。マスコットキャラクターに『ぽよ』『8ちゃん』を採用している。

## 概要
1969年（昭和44年）4月1日、鹿児島県の民放テレビとして2番目に開局。1982年（昭和57年）に鹿児島放送（KKB）が開局するまではNNN、ANNの3局クロスネット局、1994年（平成6年）に鹿児島読売テレビ（KYT）が開局する前まではNNN・NNSとのクロスネット局だった。南日本新聞との資本関係はTBS系列の南日本放送（MBC）よりもこちらの方が高い。
本社（演奏所）・送信所ともに鹿児島市街地南西部の丘陵地、紫原に設置されている。キャッチフレーズとして2016年（平成28年）4月から「笑顔で8ちゃんKTS」を採用している。主な自社制作番組枠として平日18時台（JST、以下同）のニュース番組（現在は『KTS Live News』）や『げっきん!かごしま』、『げっきん!LIVE4 ゆうテレ』などの流れをくむ『かごニュー』（2016年（平成28年）に開始）、1990年（平成2年）に開始した土曜日18時30分からの情報番組『ナマ・イキVOICE』などがある。
関連企業として鹿児島市を対象とするコミュニティ放送局『鹿児島シティエフエム』（フレンズFM）があり、同局ではKTSアナウンサーの出演する番組やKTSニュースが放送されている。提携により本社テレビ塔からは自社の放送そのもの（42ch）だけではなく、KYTの放送（29ch）と フレンズFM（76.2 MHz）も発信しており、基幹送信所以外の中継局もKYT（中継局によってはMBC、KKB、NHKもあてはまる）と共同使用しているところが多い。
鹿児島県に隣接する宮崎県にはフジテレビ系列の単独ネット局がない（テレビ宮崎はFNN・FNSをメインにNNN、ANNの3社クロスネット局）ため、宮崎県南西部の一部地域では、末吉中継局（主に都城市）や吉松中継局（主にえびの市）、鹿屋中継局（主に串間市・三股町）を受信して、リアルタイムでフジテレビ系列の放送を楽しむ人も少なくない。なお宮崎県内におけるアナログテレビ放送のカバー率は15.9%（エリア内世帯数は約7万2,000）であった。
主な受賞歴に『テレビで会えない芸人』が2020年日本民間放送連盟賞テレビエンターテイメント番組部門最優秀賞、第58回ギャラクシー賞、第47回放送文化基金賞、第29回FNSドキュメンタリー大賞グランプリを。『20年目の花火』が2023年日本民間放送連盟賞テレビ教養番組部門最優秀賞をそれぞれ受賞した。

## データ
- 本社：鹿児島県鹿児島市紫原6丁目15番8号
- 支社：東京・大阪・福岡・鹿屋
- 支局：薩摩川内・霧島・種子島・奄美
- 創立日：1968年（昭和43年）3月12日
- テレビチャンネル（本局）：第38チャンネル（アナログ、廃止）、第42チャンネル（デジタル）
- 送信所：本社テレビ塔、鹿児島親局テレビ・FM放送所を参照。
- テレビ出力：10 kW（アナログ・映像、廃止）、1 kW（デジタル）
- テレビコールサイン：JOKH-TV（廃止）、JOKH-DTV
- カバーエリア：鹿児島県全域および宮崎県・熊本県・沖縄県の一部
- マスコットキャラクター：「ぽよ」

### 支社・支局所在地
- 東京支社：東京都中央区銀座4丁目9番5号 銀昭ビル7階
- 大阪支社：大阪府大阪市北区梅田1丁目3番1号 大阪駅前第1ビル5階
- 福岡支社：福岡県福岡市中央区渡辺通5丁目23番8号 サンライトビル3階
- 鹿屋支社：鹿児島県鹿屋市寿7丁目5番2号
- 薩摩川内支局：鹿児島県薩摩川内市大小路町34番26号 キャレブランB棟
- 霧島支局：鹿児島県霧島市国分府中町31番6号
- 種子島支局：鹿児島県西之表市現和5885番1号
- 奄美支局：鹿児島県奄美市名瀬港町3番9号 福田ビル2階

### 資本構成
企業・団体は当時の名称。出典：
- 主要株主：岩崎産業・南日本新聞社・関西テレビ放送・フジ・メディア・ホールディングス・指宿観光・島津興業・いわさきコーポレーション・西日本新聞社・読売新聞グループ本社・日本テレビ放送網 他
- 主要取引銀行：鹿児島銀行・みずほ銀行 他
- 関連事業：ケーティーエス開発・KTSクリエイティブ 他

#### 2021年3月31日
| 資本金 | 発行済株式総数 | 株主数 |
| ------ | -------------- | ------ |
| 3億円  | 600,000株      | 10     |

| 株主                             | 株式数    | 比率   |
| -------------------------------- | --------- | ------ |
| 岩崎産業                         | 231,000株 | 38.50% |
| 南日本新聞社                     | 156,000株 | 26.00% |
| 関西テレビ放送                   | 51,000株  | 08.50% |
| フジ・メディア・ホールディングス | 30,000株  | 05.00% |
| いわさきコーポレーション         | 30,000株  | 05.00% |
| 西日本新聞社                     | 30,000株  | 05.00% |
| 読売新聞グループ本社             | 30,000株  | 05.00% |

### 主な送信所

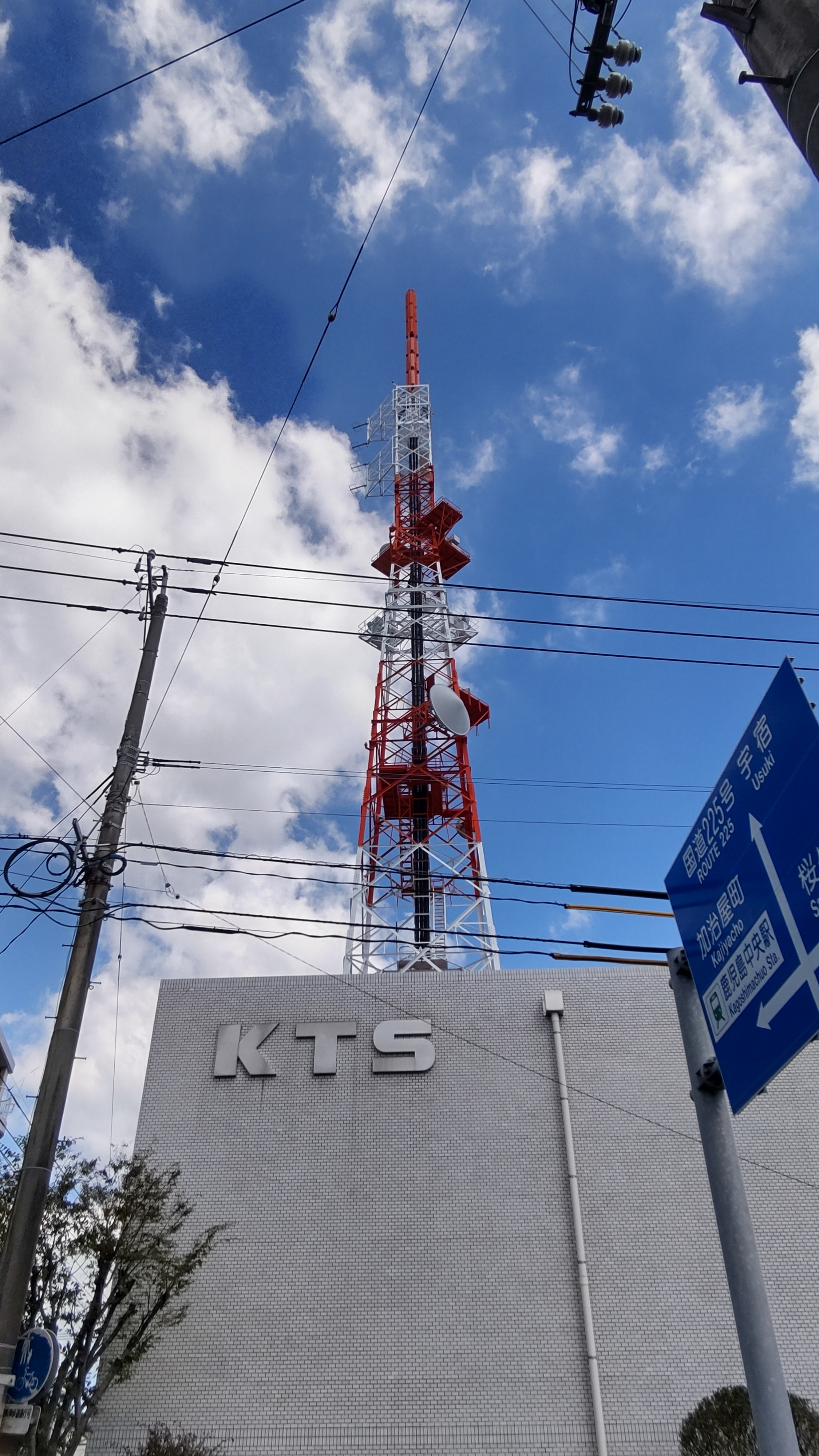
鹿児島テレビ放送本社テレビ塔

#### デジタル放送
リモコンキーID - 「8」
- 鹿児島本局 42ch 1 kW
- 阿久根 21ch（垂直偏波）
- 大口 21ch
- 鹿屋 47ch
- 蒲生 47ch
- 末吉 21ch
- 吉松 23ch
- 志布志 21ch
- 串木野 21ch
- 中之島 38ch
- 名瀬 18ch
- 枕崎 37ch
- 南種子 18ch
- 与論 31ch

#### アナログ放送
2011年7月24日運用終了時点。116の中継局が設置されていた。
- 鹿児島本局 38ch 10 kW
- 阿久根 35ch 300W（垂直偏波）
- 枕崎 33ch 300W
- 鹿屋 33ch 300W
- 吉松 59ch 1W
- 志布志 53ch 100W
- 末吉 52ch 100W
- 種子島 56ch 300W
- 南種子 55ch 100W
- 名瀬 8ch（VHF波） 300W
- 瀬戸内 35ch 500W
- 徳之島 58ch 300W
- 知名 47ch 300W
- 与論 57ch 3W

## 沿革

### 歴史
1958年（昭和33年）3月、鹿児島県議会議長の大坪静夫が鹿児島県内の民放テレビ局の複数化を検討。翌1959年（昭和34年）に福岡県内に3局目のテレビ局（九州朝日放送）が開局することで鹿児島県全体の気運も盛り上がり、1961年（昭和36年）には「鹿児島県開発促進協議会」が設置され、最重要施策として「鹿児島県第2の民間テレビ局の設置」が挙げられた。1963年（昭和38年）3月には『鹿児島放送株式会社』（仮称･｢株式会社鹿児島放送(KKB)｣とは無関係）として申請書を提出。同年内にチャンネルプランが修正されたことにより、現実的に開局が可能な情勢となった。
ところが、1967年（昭和42年）までに7社が免許を申請。調整を重ねた結果、1968年（昭和43年）10月3日に7社の代表が発起人となり免許申請書の一部訂正願書を提出（免許申請書自体は同年3月20日に提出）し、同年11月11日に「郵政536号」により予備免許が交付された。この時点で「フジテレビ・日本テレビ・NETテレビ（現：テレビ朝日）3系列のクロスネット」、「夕方のニュースはNETテレビ」と決定された。1969年（昭和44年）2月には試験電波を発射し、3月にはサービス放送を、4月1日に本放送を開始した。開局当初からFNN・FNS、NNN・NNS（1972年（昭和47年）発足）およびANN（1970年（昭和45年）発足・ニュース協定は1974年（昭和49年）に発効）に加盟した。
このようにKTSをはじめ九州地方（福岡・佐賀を除く）のUHF第1局は、ほとんどが3系列のクロスネット局であった が、同じ3系列のクロスネットでもテレビ熊本（TKU）やテレビ宮崎（UMK：現在も3系列のクロスネット）がフジテレビを主体とするクロスネットだったが、KTSは後述のようにネットを結んだ各局をほぼ均等になるように編成した。
なお、3系列のクロスネット局で、各系列の番組を均等に編成していた局は、KTS以外には新潟総合テレビ（NST、現：NST新潟総合テレビ）および、テレビ大分（TOS）の2局があった。
このような編成の関係上、KTSでは放送しきれない3系列の番組も多く、これらの多くがMBCに番販（一部はスポンサードネット）の形で流れていた。その例として、クロスネット末期の1994年（平成6年）3月までMBCで放送されたフジテレビ系のテレビアニメ『サザエさん』や、テレビ朝日系のテレビドラマ『ルーツ』がある。
送信所は先発局と同様に城山に設置する予定であったが、用地の取得が不可能となったため現在地の鹿児島市紫原となった。この変更に伴い演奏所（スタジオ）も現在地に変更されている。
開局当初は紫原からの電波の届く錦江湾一帯のみの放送であり「錦江湾テレビ」と揶揄されていた。中継局の整備が急務とされたKTSは同年12月には初の中継局（串木野中継局）を設置し、1971年（昭和46年）までに本土の主要中継局を整備した。離島方面へは1974年（昭和49年）の南種子中継局から整備を進め、1977年（昭和52年）1月には奄美地方の基幹中継局となる名瀬中継局が開局。与論島までにも1979年度中に整備された。
1982年（昭和57年）10月にテレビ朝日系列局のKKBが開局し、日本テレビ・フジテレビの2系列のクロスネット局となる。1994年（平成6年）4月には日本テレビ系列局のKYTが開局したことでフジテレビ系列フルネット局となった。1998年（平成10年）にマスコットキャラクターの『ぽよ』が登場。2006年（平成18年）12月に地上デジタル放送・ワンセグの本放送を開始し現在に至る。

### 年表
- 1967年（昭和42年）
  - 10月13日 - 社名を『鹿児島テレビ放送』と決定。
  - 11月1日 - テレビ放送の予備免許交付。
- 1968年（昭和43年）3月12日 - 鹿児島テレビ放送株式会社設立。
- 1969年（昭和44年）
  - 開局から1979年3月まで使用された初代ロゴ1月31日 - 試験電波発射。
  - 3月1日 - サービス放送を開始。

開局から1979年3月まで使用された初代ロゴ

  - 3月29日 - 現社屋の竣工・開局式（登記上の社屋移転は前日）。
  - 4月1日 - 8時30分[15]（JST）に本放送開始（開局）。同時にカラー放送開始。
  - 静止画と第1声(当時のオープニング)は8時57分。8時58分から天気予報を放送し9時から『小川宏ショー』を放送した。
  - 12月6日 - 串木野中継局（KTS初の中継局）が開局。
- 1970年（昭和45年）
  - 3月7日 - 阿久根中継局が開局。
  - 3月28日 - 枕崎中継局と蒲生中継局が開局。
  - 4月16日 - 鹿屋中継局が開局。開局式典は20日に桜デパートにて挙行[16]。
- 1971年（昭和46年）
  - 4月7日 - 志布志中継局が開局[17]。
  - 4月10日 - 大隅中継局と末吉中継局が開局。
- 1972年（昭和47年）9月21日 - 自社番組がカラー化。
- 1973年（昭和48年）10月 - 全日放送開始[18]。
- 1974年（昭和49年）
  - 6月20日 - 南種子中継局が開局[19]。
  - 12月 - 大型カラー中継車導入。
- 1976年（昭和51年）12月 - 南日本放送テレビと共に、奄美地域初の民放アナログテレビ中継放送局、名瀬中継局が完成し、試験放送を開始（放送技術の向上と奄美群島振興開発事業の非公共事業として国が整備を支援したことにより、同中継局が完成）[20]。
- 1977年（昭和52年）1月28日 - 名瀬中継局でのアナログテレビの本放送開始（南日本放送テレビの同中継局も同日開始）[20][21]。
- 1979年（昭和54年）
  - 4月1日 - 現在のロゴマーク（社章）・社旗を制定。
  - 10月 - 本社スタジオ棟が完成。
- 1982年（昭和57年）10月1日 - テレビ朝日系列のKKB開局に伴い、日本テレビ・フジテレビのクロスネット局へ。
- 1983年（昭和58年）1月 - 音声多重放送開始（MBC同様、当初は奄美地区は除く）
- 1993年（平成5年）8月6日 - 平成5年8月豪雨（8・6水害）報道特番で終夜放送を実施。
- 1994年（平成6年） 4月1日 - 日本テレビ系列のKYT開局に伴い、フジテレビ系列のフルネット局へ。
- 1997年（平成9年）10月1日 - 関連企業となるコミュニティFMの鹿児島シティエフエムが開局。
- 1998年（平成10年） - マスコットキャラクター『ぽよ』登場。
- 2002年（平成14年） - 終夜放送開始（天気情報）。
- 2006年（平成18年）
  - 3月6日 - 主調整室（マスター）設備を地上デジタル放送に対応したものへ更新（NEC製）。また、これに合わせ本社屋の全体的な改修工事も進められ、報道・制作フロアを一体化。同時に、3月末で長年使用されたニューススタジオを廃止し、同フロア内に定時ニュース用のデスクを設置した。更に、一時的に収録放送となっていた『ナマ・イキVOICE』の公開生放送復活に合わせ、玄関ロビーもリニューアルされた。これらの設備・施設は、4月3日（新年度初日）から本格的に稼働している。
  - 11月5日 - 地上デジタル放送のサービス放送を開始。
  - 12月1日 - 地上デジタル放送とワンセグの本放送を開始。
- 2007年（平成19年）10月1日 - 地上デジタル放送の鹿屋・阿久根・枕崎・蒲生中継局が開局。
- 2008年（平成20年）
  - 4月14日 - 地上デジタル放送の南種子中継局が開局（離島部初）。
  - 8月1日 - 地上デジタル放送の名瀬中継局（奄美大島）が開局。
- 2009年（平成21年）3月31日 - 地上デジタル放送の与論中継局（県最南端局）が開局。
- 2011年（平成23年）7月24日 - 地上アナログ放送を終了（23時59分59秒）、地上デジタル放送に完全移行。

### 社史・記念誌
鹿児島テレビ放送では、以下の3冊を発行している（現在）。
- 鹿児島テレビ10年史（鹿児島テレビ放送株式会社 編纂）1980年5月15日発行、全374ページ。
- KTS 鹿児島の明日をあなたと（鹿児島テレビ 編）1985年発行、全35ページ。
- KTS 鹿児島テレビ50年史 1968-2019: 50th anniversary（鹿児島テレビ放送 編）2019年5月発行、全395ページ。

このほか、2007年に『KTS 38年のあゆみ History of Kagoshima Television Station』というDVDを製作している。

## ネットワークの移り変わり
- 1969年（昭和44年）4月1日 - 日本テレビ・フジテレビ・NETテレビ（現：テレビ朝日）のクロスネット局として開局。
- 1975年（昭和50年）3月31日 - 腸捻転解消により、大阪発の番組が毎日放送（MBS）制作から朝日放送（ABC）制作に変更され、MBS制作番組が南日本放送（MBC）へ移行する。ただし、NET→テレビ朝日系に変更されたABC制作番組の一部はテレビ朝日系列の鹿児島放送（KKB）開局までの間、KTSとMBCで並行して放送された番組もある。
- 1981年（昭和56年）4月1日 - この1年半後に開局を控えたKKBへの移行準備のため、テレ朝系番組の一部を打ち切り。その終了枠を日本テレビ・フジテレビ系列へと交換。また、MBCが番販扱いしていた『太陽にほえろ!』や『グランド劇場』の日テレ系看板ドラマが移動[注 5]。MBCが過去に放送していた日本テレビ系番組の再放送も開始[注釈 4]。この頃には、現在も主なローカル番組を制作しているスタジオ棟が増築され、開局当時から使用していた社屋内のスタジオはニュース専用へ変更。1982年9月までの放送時間総比率は日テレ系4：フジ系4：テレ朝系2であった。
- 1982年（昭和57年）
  - 4月改編 - 初の大型版ローカルニュース番組『KTSテレビ夕刊』がスタート（3月29日 - ）。
  - 9月30日 - この日の22時台の番組『木曜ヒットショー』を最後に、開局から13年半続けてきたテレビ朝日系番組の全放送日程を終了。同時にANNを脱退。
  - 10月1日 - KKBの開局に伴い、日本テレビ・フジテレビのクロスネット局へ。それまでのテレビ朝日系同時ネット枠のほとんどを日本テレビ系列へと交換。それに伴い、MBCが番販扱いしていた日テレ系番組の『おしゃれ』、『ごちそうさま』、『水曜ロードショー』、『カックラキン大放送!!』、『スター誕生!』なども移動。以降、1985年3月までの放送時間総比率は日テレ系7：フジ系3であった。
- 1983年（昭和58年）
  - 4月改編 - MBCでは火曜19時台後半枠に遅れネットで放送されていた日テレ系土曜19時台前半（よみうりテレビ制作枠）枠の番組枠が、『激闘!カンフーチェン』より土曜19時台前半枠に同時ネットで移動[注釈 5]。
  - 10月改編 - この回において、日本テレビ系木曜日の『木曜ゴールデンドラマ』（21:00 - 23:00）の放送を開始。これにより、プライムタイムの日テレ・フジ両系列の放送比率を約2：1の割合（日テレ系18時間：フジ系10時間）に変更。日本テレビ系重視型の体制を強化。
- 1985年（昭和60年）4月改編 - この回において、プライムタイムの日本テレビ・フジテレビ両系列の放送時間を均等に組み替え（ともに14時間ずつ）。平日の『NNN6:30きょうのニュース』、木曜日の『木曜ゴールデンドラマ』、金曜日の『11PM』、土曜日の『お笑いスター誕生!!』、日曜日の『NNN日曜夕刊』・『独占!!スポーツ情報』・『日曜サスペンス劇場』の日テレ系各番組を打ち切り[注 6]。月曜19時台前半の日テレ系同時ネットアニメ（『キャッツ♥アイ』）が時差ネット（平日夕方）へと降格。フジテレビ系木曜19時半 - 23時と日曜21 - 22時半（『花王名人劇場』 + 『アイ・アイゲーム』）の番組が同時ネット化。MBCが番販扱いしていたフジ系看板アニメ『Dr.スランプ アラレちゃん』が木曜夕方に遅れネットで移動。また、3年間放送を続けてきた『KTSテレビ夕刊』が終了（3月29日）。翌週より、開局17年目にしてFNN夕方のニュース（『FNNスーパータイム』）がスタート（4月1日 - ）。MBCが過去に放送していたフジテレビ系番組の再放送も開始[注釈 6][注釈 7]。 1992年3月までの放送時間総比率は日テレ系6：フジ系4であった。
- 1987年（昭和62年）10月改編 - この回において、KKB開局当日から5年間続けてきた平日13時台の日本テレビ系帯番組枠を廃止（10月2日）。翌週より、MBCが番販扱いしていた平日午後のフジテレビ系帯番組『ライオンのいただきます』が移動。それまで時差ネットの『東海テレビ制作昼の帯ドラマ』とともに同時ネットを開始（10月5日 - ）。フジ系看板枠の平日12・13時台の番組が連続同時ネットとなる。
- 1988年（昭和63年）4月改編 - この回において、開局以来19年間続けてきたフジ系水曜19時台後半番組（『クイズグランプリ』  + 『スター千一夜』 → 『うる星やつら』 → 『めぞん一刻』 → 『F』[注 7]）の30分前倒しネット枠を廃止（3月30日）。翌週より、当該時間帯を日テレ系同時ネット枠（『追跡』）へと交換（4月6日 - ）[注釈 8]。木曜19時台前半のフジ系枠が時差ネット（『さんまのまんま』）から同時ネット（『クイズなっとく歴史館』）へと昇格（4月7日 - ）。金曜19時台前半の日テレ系同時ネット枠（『ニッポン快汗マップ ガムシャラ十勇士!!』）を5年半ぶりにフジ系時差ネット枠（『さんまのまんま』）へと交換（4月8日 - ）。
- 1992年（平成4年）
  - 1月3日 - 6年間続けてきた、日本テレビ系『新春スポーツスペシャル箱根駅伝』の中継をこの年限りで打ち切り[注 8]。
  - 4月改編 - 日本テレビ系列の鹿児島読売テレビ（KYT）がこの2年後に開局することが確実となり、シングルネット化の準備段階として、フジテレビ主体のネットへ改編。平日の『スポーツトレイン』・『EXテレビ』・『金曜サスペンス劇場』、日曜13時台の『スーパージョッキー』と深夜の『全日本プロレス中継』の日テレ系各番組を打ち切り。その終了枠のほとんどをフジテレビ系列へと交換[注 9]。また、打ち切られた『金曜サスペンス劇場』と『全日本プロレス中継』がMBCへ移動。以降、1994年3月までの放送時間総比率はフジ系6：日テレ系4であった。
  - 10月改編 - MBCが番販扱いしていた『新伍&紳助のあぶない話』が移動し、同時ネットを開始。また、日曜23時台前半の時差ネット枠が日本テレビ系列（『吉本印天然素材』）からフジテレビ系列（『カルトQ』）へと2年ぶりに再交換[注 10]。これがクロスネット最後の改編となり、早朝・プライムタイムおよびニュースを除く日本テレビ系番組のうち、その約8割を打ち切り。9年前とは正反対のフジ系メイン・日テレ系サブネットの体制（放送時間総比率フジ系6：日テレ系4）へと、当改編をもって完全に移行（いずれも10月4日から）。
- 1994年（平成6年）
  - 3月31日 - この日の23時台『NNNきょうの出来事』を最後に、開局から25年間続けてきた日本テレビ系番組の全放送日程を終了。同時にNNN・NNSを脱退。
  - 4月1日 - 開局25周年を迎え、KYT開局に伴い、フジテレビ系シングルネット化が完了。この日より、早朝・プライムタイムを中心に編成内容が一変。また、この日スタートの『めざましテレビ』がシングルネット化を記念して、霧島・新湯温泉からの生中継を行う。
  - 4月3日 - MBCが番販扱いしていた、最後のフジテレビ系番組『サザエさん』がようやく移動。この日より同時ネットを開始。

## ニュースネットワークの変遷
- 開局 - 1982年（昭和57年）9月
  - 朝：NNN/ANN（『ズームイン!!朝!』開始後はNNNのみ）、昼：FNN、夕：ANN、夜：NNN
  - 1980年（昭和55年）9月までは、ANN加盟のクロスネット局で唯一平日夕方のニュース（ANNニュースレーダー）をネットしていた[注釈 9]。
  - 当時、九州地域のその他のFNN/ANNクロスネット局（TKU、TOS、UMK）では昼に『ANNニュースライナー』、夕方に『FNNニュースレポート6:00』を放送していたが、KTSのみ逆に昼にFNN、夕方にANNをネットしていた。
- 1982年10月 - 1985年（昭和60年）3月
  - 朝：NNN、昼：FNN（11:45飛び降り）、夕：NNN、夜：NNN
  - ここまでFNN加盟局で唯一夕方のFNNニュースをネットしていなかった。
- 1985年4月 - 1994年（平成6年）3月
  - 朝：NNN、昼：NNN、夕：FNN、夜：NNN
  - 昼と夕方のネットを交換した。この編成はクロスネット時代のKTNと同じ。
- クロスネット時代は、ネットしていないニュース番組にも裏送りでニュース素材を提供していた。
- 1994年4月1日よりFNN単独ネット化。この日から、フジテレビ系列で『めざましテレビ』『ニュースJAPAN』の放送が開始された[注釈 10]。

## クロスネット時代のネット比率
- 開局時 - プライムタイム（19時から23時）で日本テレビ36.8%、フジテレビ31.6%、テレビ朝日31.6%[22]。
- 1972年（昭和47年）4月時点 - 夜間帯のネット比率がフジテレビ33.3%、テレビ朝日31.6%、日本テレビ22.8%、KTS12.3%[23]。
- 1977年（昭和52年）4月時点 - プライムタイムでフジテレビ31%、日本テレビ29%、テレビ朝日28%、KTS12%[24]。
- 1979年（昭和54年）時点 - フジテレビ42.6%、日本テレビ27.8%、テレビ朝日18.2%[25]。
  - いずれも『鹿児島テレビ10年史』に記載されている数値。
- その後もプライムタイムを中心に度々編成が変更されている。以下はその編成概要：

## 18時台以降のネット変遷
- ★ → 時差ネット
- ☆ → 30分前倒し
- ◆ → 自社編成

### 日テレ・フジ・テレ朝クロスネット末期（1982年4月当時）
|       | 月曜日                               | 火曜日                               | 水曜日                               | 木曜日                               | 金曜日                                  | 土曜日                                    | 日曜日                                     |
| 18:00 | 自社制作番組 KTSテレビ夕刊           | 自社制作番組 KTSテレビ夕刊           | 自社制作番組 KTSテレビ夕刊           | 自社制作番組 KTSテレビ夕刊           | 自社制作番組 KTSテレビ夕刊              | フジ★                                     | 日テレ NNN日曜夕刊                         |
| 18:30 | テレ朝 ANNニュースレーダー           | テレ朝 ANNニュースレーダー           | テレ朝 ANNニュースレーダー           | テレ朝 ANNニュースレーダー           | テレ朝 ANNニュースレーダー              | テレ朝 ANNニュースレーダー                | 日テレ 独占!!スポーツ情報                  |
| 19:00 | テレ朝 あさりちゃん                  | 日テレ 世界のこれがNo'1              | フジ☆ うる星やつら                   | テレ朝 クイズタイムショック          | フジ★ （世界名作劇場） 南の虹のルーシー | 自社編成◆ トムとジェリー大行進            | ytv びっくり日本新記録                     |
| 19:30 | フジ 意地悪ばあさん                  | フジ 火曜ワイドスペシャル            | 日テレ わっ!!ツービートだ            | フジ とびだせものまね大作戦          | フジ★                                   | 日テレ 土曜トップスペシャル               | 日テレ すばらしい世界旅行                  |
| 20:00 | テレ朝★ ワールドプロレスリング       | フジ 火曜ワイドスペシャル            | 日テレ （水曜劇場） 女かじき特急便   | フジ スターどっきり（秘）報告        | 日テレ 太陽にほえろ!                    | 日テレ 土曜トップスペシャル               | 日テレ （日曜8時連続ドラマ） 陽あたり良好! |
| 21:00 | フジ 欽ドン!良い子悪い子普通の子     | フジ なるほど!ザ・ワールド           | テレ朝 欽ちゃんのどこまでやるの!?    | フジ （木曜時代劇枠） 同心暁蘭之介   | 日テレ （金曜劇場） 田中丸家御一同様    | 日テレ （土曜グランド劇場） 天まであがれ! | テレ朝 日曜洋画劇場                        |
| 22:00 | フジ 夜のヒットスタジオ              | 日テレ★ 火曜サスペンス劇場           | テレ朝 特捜最前線                    | テレ朝 夢のビッグスタジオ            | ABC★ プロポーズ大作戦                   | テレ朝★ 土曜ワイド劇場                    | テレ朝 日曜洋画劇場                        |
| 23:00 | 日テレ NNNきょうの出来事（ - 23:20） | 日テレ NNNきょうの出来事（ - 23:20） | 日テレ NNNきょうの出来事（ - 23:20） | 日テレ NNNきょうの出来事（ - 23:20） | 日テレ NNNきょうの出来事（ - 23:20）    | テレ朝★ 土曜ワイド劇場                    | 日テレ★ 知られざる世界                     |
| 23:30 | 日テレ 11PM （23:20 - ）             | 日テレ 11PM （23:20 - ）             | 日テレ 11PM （23:20 - ）             | 日テレ 11PM （23:20 - ）             | 日テレ 11PM （23:20 - ）                | テレ朝★ 土曜ワイド劇場                    | 日テレ NNNきょうの出来事                   |

- 『クイズグランプリ』や『スター千一夜』を始め、1981年9月まで放送されていたフジ系列の19時台後半の帯番組を全曜日ネットしていた[注 13]。このため、先述の期間まで平日各曜日の19時台は、主に「日テレ・フジもしくはテレ朝系列の30分番組+フジ系列の帯番組群」という組み合わせだった。『スター千一夜』が終了した1981年10月以降、フジ・日テレが編成するプロ野球及び特番枠の動向によって、KTSのゴールデン・プライムタイム編成は1992年9月まで、度々ネット改編が行われる。

### 日テレ・フジクロスネット初期（1983年10月当時）
|       | 月曜日                               | 火曜日                               | 水曜日                               | 木曜日                                                 | 金曜日                                       | 土曜日                                     | 日曜日                         |
| 18:00 | 自社制作番組 KTSテレビ夕刊           | 自社制作番組 KTSテレビ夕刊           | 自社制作番組 KTSテレビ夕刊           | 自社制作番組 KTSテレビ夕刊                             | 自社制作番組 KTSテレビ夕刊                   | 日テレ★ 魔法の天使クリィミーマミ           | 日テレ NNN日曜夕刊             |
| 18:30 | 日テレ NNN6:30きょうのニュース       | 日テレ NNN6:30きょうのニュース       | 日テレ NNN6:30きょうのニュース       | 日テレ NNN6:30きょうのニュース                         | 日テレ NNN6:30きょうのニュース               | 日テレ NNN6:30きょうのニュース             | 日テレ 独占!!スポーツ情報      |
| 19:00 | 日テレ キャッツ♥アイ                 | 関テレ★ パンチDEデート               | フジ☆ うる星やつら                   | フジ★ （世界名作劇場） アルプス物語 わたしのアンネット | 日テレ 歌まね振りまねスターに挑戦!!          | 日テレ 土曜トップスペシャル                | ytv びっくり日本新記録         |
| 19:30 | フジ★ アイ・アイゲーム               | フジ 火曜ワイドスペシャル            | 日テレ 歌のワイド90分!               | フジ みゆき                                            | 日テレ カックラキン大放送!!                  | 日テレ 土曜トップスペシャル                | 日テレ すばらしい世界旅行      |
| 20:00 | 日テレ ザ・トップテン                | フジ 火曜ワイドスペシャル            | 日テレ 歌のワイド90分!               | フジ 木曜おもしろバラエティ                            | 日テレ 太陽にほえろ!                         | 日テレ 土曜トップスペシャル                | 日テレ 久米宏のTVスクランブル  |
| 21:00 | フジ 欽ドン!良い子悪い子普通の子     | フジ なるほど!ザ・ワールド           | 日テレ 水曜ロードショー              | ytv 木曜ゴールデンドラマ                               | 日テレ （金曜劇場） 花咲け花子 (第2シリーズ) | 日テレ （土曜グランド劇場） 天まであがれ!2 | 日テレ★ 日曜サスペンス劇場     |
| 22:00 | フジ 夜のヒットスタジオ              | 関テレ★ 花王名人劇場                 | 日テレ 水曜ロードショー              | ytv 木曜ゴールデンドラマ                               | 日テレ SEIKOワールドドキュメント             | フジ★ ゴールデン洋画劇場                   | 日テレ★ 日曜サスペンス劇場     |
| 23:00 | 日テレ NNNきょうの出来事（ - 23:20） | 日テレ NNNきょうの出来事（ - 23:20） | 日テレ NNNきょうの出来事（ - 23:20） | 日テレ NNNきょうの出来事（ - 23:20）                   | 日テレ NNNきょうの出来事（ - 23:20）         | フジ★ ゴールデン洋画劇場                   | フジ★ 唄子・啓助のおもろい夫婦 |
| 23:30 | 日テレ 11PM （23:20 - ）             | 日テレ 11PM （23:20 - ）             | 日テレ 11PM （23:20 - ）             | 日テレ 11PM （23:20 - ）                               | 日テレ 11PM （23:20 - ）                     | フジ★ ゴールデン洋画劇場                   | 日テレ NNNきょうの出来事       |

- KKB開局後、1985年3月までの2年半は日本テレビ系メインの編成が組まれ、特に1983年10月期の改編においては、上記のようにプライムタイムの比率が日テレ：フジ＝2：1程度となっていた。
- その後、1985年4月の改編では『KTSスーパータイム』の放送開始や、MBCが番販扱いしていたフジテレビ系番組の一部移動[注 16][注 17] により、日テレ・フジ両系列の比率が、それぞれ半分ずつに組み替えられる。
  - 20時台は日テレが主体（火・木を除く週5日、巨人戦ナイター中継枠確保のため）・21時台はフジが主体（水・金を除く週5日）だったため、ややバランスの良さには欠けるものの、「プライムタイムの放送時間は均等に」という趣旨の下、1992年9月まで細かな改編が行われるが、同枠全体における日テレ・フジ両系列の放送時間はフルネット化完了前日の1994年3月31日まで、それぞれ14時間ずつに保たれていた（なお、クロスネット時代のKTNも土曜日・日曜日を除き、この編成とほぼ同じ内容）。

### 日テレ・フジクロスネット中期（1989年4月当時）
|       | 月曜日                                             | 火曜日                                   | 水曜日                                    | 木曜日                                | 金曜日                               | 土曜日                               | 日曜日                                    |
| 18:00 | フジ FNNスーパータイム                             | フジ FNNスーパータイム                   | フジ FNNスーパータイム                    | フジ FNNスーパータイム                | フジ FNNスーパータイム               | フジ FNNスーパータイム               | フジ★ クイズ!年の差なんて                 |
| 18:30 | フジ FNNスーパータイム                             | フジ FNNスーパータイム                   | フジ FNNスーパータイム                    | フジ FNNスーパータイム                | フジ FNNスーパータイム               | 日テレ★ 美味しんぼ                   | フジ★ （世界名作劇場） ピーターパンの冒険 |
| 19:00 | フジ★ オレたちひょうきん族                         | フジ★ 所さんのただものではない!          | 日テレ 追跡                               | フジ クイズなっとく歴史館             | 関テレ★ さんまのまんま               | 日テレ 土曜スーパースペシャル        | ytv 鈴木健二の人間テレビ                  |
| 19:30 | フジ★ オレたちひょうきん族                         | フジ 火曜ワイドスペシャル                | 日テレ ツヨシしっかりしなさい（ドラマ版） | フジ クイズなっとく歴史館             | 日テレ 面白スタジアム                | 日テレ 土曜スーパースペシャル        | 日テレ すばらしい世界旅行                 |
| 20:00 | 日テレ 歌のトップテン                              | フジ 火曜ワイドスペシャル                | 日テレ クイズ世界はSHOW by ショーバイ!!   | フジ いまどき銀座物語ぼんぼん         | 日テレ ハロー!グッバイ               | 日テレ 土曜スーパースペシャル        | 日テレ 天才・たけしの元気が出るテレビ!!   |
| 21:00 | フジ （フジテレビ制作月9ドラマ） 教師びんびん物語Ⅱ | フジ なるほど!ザ・ワールド               | 日テレ 水曜グランドロマン                 | フジ とんねるずのみなさんのおかげです | 日テレ 金曜ロードショー              | フジ ゴールデン洋画劇場              | 関テレ 花王名人劇場                       |
| 22:00 | 関テレ 関西テレビ制作月10ドラマ                    | 日テレ★ （グランド劇場） 池中玄太80キロⅢ | 日テレ 水曜グランドロマン                 | フジ （木曜劇場） ハートに火をつけて! | 日テレ 金曜ロードショー              | フジ ゴールデン洋画劇場              | フジ TVプレイバック                       |
| 22:30 | 関テレ 関西テレビ制作月10ドラマ                    | 日テレ★ （グランド劇場） 池中玄太80キロⅢ | 日テレ 水曜グランドロマン                 | フジ （木曜劇場） ハートに火をつけて! | 日テレ 金曜ロードショー              | フジ ゴールデン洋画劇場              | 日テレ★ オシャレ30・30                    |
| 23:00 | 日テレ NNNきょうの出来事（ - 23:55）               | 日テレ NNNきょうの出来事（ - 23:55）     | 日テレ NNNきょうの出来事（ - 23:55）      | 日テレ NNNきょうの出来事（ - 23:55）  | 日テレ TVムック・謎学の旅            | 日テレ 今夜は最高!                   | テレ東★ 演歌の花道                        |
| 23:30 | 日テレ NNNきょうの出来事（ - 23:55）               | 日テレ NNNきょうの出来事（ - 23:55）     | 日テレ NNNきょうの出来事（ - 23:55）      | 日テレ NNNきょうの出来事（ - 23:55）  | 日テレ NNNきょうの出来事（ - 23:55） | 日テレ NNNきょうの出来事（ - 23:55） | 日テレ NNNきょうの出来事                  |
| 24:00 | 日テレ 11PM （23:55 - ）                           | 日テレ 11PM （23:55 - ）                 | 日テレ 11PM （23:55 - ）                  | 日テレ 11PM （23:55 - ）              | フジ プロ野球ニュース （23:55 - ）   | フジ プロ野球ニュース （23:55 - ）   | 日テレ 全日本プロレス中継                 |
| 24:30 | 日テレ 11PM （23:55 - ）                           | 日テレ 11PM （23:55 - ）                 | 日テレ 11PM （23:55 - ）                  | 日テレ 11PM （23:55 - ）              | フジ プロ野球ニュース （23:55 - ）   | フジ プロ野球ニュース （23:55 - ）   | 日テレ 全日本プロレス中継                 |

- なお、シングルネット化完了2年前の1992年4月の改編からは、全ての曜日の深夜番組枠がフジ系列へと統一される。

### 日テレ・フジクロスネット末期（1992年10月当時）
|       | 月曜日                                              | 火曜日                                    | 水曜日                                    | 木曜日                                | 金曜日                                  | 土曜日                        | 日曜日                                                     |
| 18:00 | フジ FNNスーパータイム                              | フジ FNNスーパータイム                    | フジ FNNスーパータイム                    | フジ FNNスーパータイム                | フジ FNNスーパータイム                  | フジ FNNスーパータイム        | フジ★ タモリのボキャブラ天国                               |
| 18:30 | フジ FNNスーパータイム                              | フジ FNNスーパータイム                    | フジ FNNスーパータイム                    | フジ FNNスーパータイム                | フジ FNNスーパータイム                  | 自社制作番組◆ ナマ・イキVOICE | フジ★ （世界名作劇場） 大草原の小さな天使 ブッシュベイビー |
| 19:00 | フジ★ 志村けんのだいじょうぶだぁ                    | 関テレ★ ねるとん紅鯨団                    | 日テレ 追跡                               | フジ クイズ!年の差なんて              | 関テレ★ さんまのまんま                  | 日テレ 大相似形テレビ         | ytv おしえて!ガリレオ                                      |
| 19:30 | フジ★ 志村けんのだいじょうぶだぁ                    | フジ 火曜ワイドスペシャル                 | 日テレ どちら様も!!笑ってヨロシク         | フジ クイズ!年の差なんて              | 日テレ ハートにジャストミート           | 日テレ 大相似形テレビ         | 日テレ 日立 あしたP-KAN気分!                               |
| 20:00 | 日テレ 世界まる見え!テレビ特捜部                    | フジ 火曜ワイドスペシャル                 | 日テレ クイズ世界はSHOW by ショーバイ!!   | フジ ボクたちのドラマシリーズ         | 日テレ 刑事貴族3                        | 日テレ マジカル頭脳パワー!!   | 日テレ 天才・たけしの元気が出るテレビ!!                    |
| 21:00 | フジ （フジテレビ制作月9ドラマ） 二十歳の約束       | フジ なるほど!ザ・ワールド                | 日テレ とんねるずの生でダラダラいかせて!! | フジ とんねるずのみなさんのおかげです | 日テレ 金曜ロードショー                 | フジ ゴールデン洋画劇場       | 関テレ 花王ファミリースペシャル                            |
| 22:00 | 関テレ （関西テレビ制作月10ドラマ）ウーマンドリーム | 日テレ★ （グランド劇場） 外科医有森冴子II | 日テレ （水曜ドラマ） いとこ同志          | フジ （木曜劇場） わがままな女たち    | 日テレ 金曜ロードショー                 | フジ ゴールデン洋画劇場       | 関テレ 新伍&紳助のあぶない話                               |
| 22:30 | 関テレ （関西テレビ制作月10ドラマ）ウーマンドリーム | 日テレ★ （グランド劇場） 外科医有森冴子II | 日テレ （水曜ドラマ） いとこ同志          | フジ （木曜劇場） わがままな女たち    | 日テレ 金曜ロードショー                 | フジ ゴールデン洋画劇場       | 日テレ★ オシャレ30・30                                     |
| 23:00 | 日テレ NNNきょうの出来事（ - 23:55）                | 日テレ NNNきょうの出来事（ - 23:55）      | 日テレ NNNきょうの出来事（ - 23:55）      | 日テレ NNNきょうの出来事（ - 23:55）  | 日テレ NNNきょうの出来事（ - 23:25）    | 日テレ 夜も一生けんめい。     | フジ★ カルトQ                                              |
| 23:30 | 日テレ NNNきょうの出来事（ - 23:55）                | 日テレ NNNきょうの出来事（ - 23:55）      | 日テレ NNNきょうの出来事（ - 23:55）      | 日テレ NNNきょうの出来事（ - 23:55）  | 日テレ ウンナン世界征服宣言（23:25 - ） | 日テレ NNNきょうの出来事      | 日テレ NNNきょうの出来事                                   |
| 24:00 | フジ プロ野球ニュース （23:55 - ）                  | フジ プロ野球ニュース （23:55 - ）        | フジ プロ野球ニュース （23:55 - ）        | フジ プロ野球ニュース （23:55 - ）    | フジ プロ野球ニュース （23:55 - ）      | フジ プロ野球ニュース         | フジ プロ野球ニュース                                      |
| 24:30 | フジ プロ野球ニュース （23:55 - ）                  | フジ プロ野球ニュース （23:55 - ）        | フジ プロ野球ニュース （23:55 - ）        | フジ プロ野球ニュース （23:55 - ）    | フジ プロ野球ニュース （23:55 - ）      | フジ プロ野球ニュース         | フジ プロ野球ニュース                                      |

### 日テレ・フジクロスネット最末期（1994年3月当時、KYT開局直前）
- 『欽ドン!良い子悪い子普通の子』や『月9ドラマ』、『なるほど!ザ・ワールド』など、フジ系列月曜・火曜21時台の番組は、3局クロスネットの時代から同時ネットされている。
- 当時、九州地区の日テレ・フジ系列クロスネット局の中で、日曜日 21:00 - 22:30のフジ系列を同時ネットしていた放送局はKTSのみ。
- その他のクロスネット局、KTN（1991年4月1日フジテレビシングルネット化完了）・TOS・UMKは、日曜日 21:00 - 22:30も日本テレビの番組を同時ネット（19:00 - 21:00はKTSと同様）。
- 1985年から1993年までの年末に日本テレビ系列で放送された年末時代劇スペシャルシリーズのネット状況は、年度によって対応が異なっていた。
  - 1987年に放送された、鹿児島県が舞台の同シリーズ第3弾『田原坂』は、12月30日（水）放送の前編・翌12月31日（木[注 19]） 放送の後編ともにキー局同時ネットで放送された。これは、KTSが制作協力という形で参加していた事情から取られた特例措置である。
  - 1988年の第4弾『五稜郭』は、12月30日（金）放送の前編は同時ネットだったが、翌31日（土）は日テレ同時ネット枠の20時台を別番組に差し替え、21時以降もフジ系の年末特番を同時ネットせず、別の単発ドラマ番組に差し替えたため、同時ネットされず、1989年1月2日（月）午後のローカル枠において遅れネットで放送した。
  - 逆に、1989年放送の第5弾『奇兵隊』は、21時スタートだった12月30日（土）放送の前編はフジ同時ネットの関係で同時ネットされず、翌31日（日）の午後に放送された。同じく31日放送の後編はキー局同時ネットで放送されたが、フジ系年末特番の『タケちゃんの笑って逃げきる大晦日』の飛び乗りネットが困難なことから、21時以降も引き続き放送された。
  - 翌1990年放送の第6弾『勝海舟』でも、同様の対応となり、前編の放送された12月30日（日）は20時スタートだったが、KTSでは日テレ同時ネット枠の日曜20時台を別番組で穴埋めし、21時からは通常通りフジ同時ネット枠の編成となったため、翌31日（月）午後に放送された。同じく31日放送の後編はキー局同時ネットで放送されたが、21時以降もフジ系の年末特番をネットせずに、引き続き放送された。
- 他方、日本テレビと共同制作した20周年記念番組のドラマ『江夏八重子の生涯』は全国ネット枠の「木曜ゴールデンドラマ」の同時ネットの都合がつかず、後日、遅れネットされた。

## 主な番組
2022年10月現在。

### 自社番組
- KTSライブニュース（月曜 - 金曜 18:09.30 - 19:00、全国ニュースはLive News イット!として15:45 - 18:09.30まで放送）
- Live News イット!（土曜 17:30 - 18:00、日曜 17:30 - 17:56、県内ニュースを内包）
- KTSニュース（随時）
- かごnewマルシェ[注 20]（金曜 14:50 - 15:40）
- ナマ・イキVOICE（土曜 18:30 - 19:00、ホームドラマチャンネルでも放送）
- Kagoshima 見っどナイト（土曜=金曜深夜 0:55 - 1:25）
- Go!Go!ユナイテッド（土曜 11:30 - 11:45）
- アクティブ！かごしまライフ（日曜16:00 - 16:05）
- 前原竜二の前向きチャンネル（鹿児島県広報番組）（金曜 21:54 - 22:00、再放送:水曜 1:35 - 1:40（火曜深夜））
- ぽよ☆インフォメーション（放送開始直後・放送終了直前）
- KTSの日（年に一度のみ放送、9月下旬）

### フジテレビ系列（遅れネット）
- イタズラジャーニー（火曜=月曜深夜 1:05 - 1:35）
- KinKi Kidsのブンブブーン（木曜=水曜深夜 0:55 - 1:40）
- かまいたちの机上の空論城（金曜=木曜深夜 0:55 - 1:25）、関西テレビ制作）
- ノイタミナ（金曜=木曜深夜 1:30 - 2:00）
- ちまたのジョーシキちゃん（土曜=金曜深夜 1:25 - 2:25、関西テレビ制作）
- マルコポロリ!（土曜 16:30 - 17:25、関西テレビ制作）
- おかべろ（土曜 18:00 - 18:30、関西テレビ制作）
- ゴリパラ見聞録（日曜=土曜深夜 2:05 - 2:35）、テレビ西日本制作）
- ドキュメント九州（月曜=日曜深夜 1:25 - 1:55）、テレビ西日本制作）

### テレビ東京系列番組
- ゴッドタン（水曜=火曜深夜 1:00 - 1:30）
- じっくり聞いタロウ〜スター近況（秘）報告〜（木曜=水曜深夜 1:45 - 2:15）
- THE フィッシング（土曜 5:30 - 6:00、テレビ大阪制作）
- YOUは何しに日本へ?（土曜 12:00 - 13:25）
- あちこちオードリー（日曜=土曜深夜 1:15 - 2:05）
- パウ・パトロール（日曜 6:15 - 6:45）
- ソレダメ!〜あなたの常識は非常識!?〜（日曜 12:00 - 12:55）
- 有吉の世界同時中継 〜今、そっちってどうなってますか?〜（日曜 13:00 - 13:55）
- 緊急SOS!池の水ぜんぶ抜く大作戦（不定期放送）

### 木曜深夜アニメ
KTSが独自に置いていた深夜のアニメ枠（木曜深夜2時10分）。地元のひょうたん書店がスポンサーとなった事で実現した。アニメを売るための目的ではなく、原作本を売るためのアニメとなっている。
放送する作品の傾向としてスターチャイルド製作関与、テレビ東京のものが多い。『さよなら絶望先生』シリーズ以外は第2期・第3期などは放送されていない。
この枠は、2011年6月3日に放送された『レベルE』最終回を以て廃止された。なお、深夜アニメ枠そのものに関しては、2011年秋の改編の際、土曜深夜1時35分 - 2時35分の枠で復活を果たしている。こちらはキー局であるフジテレビの『ノイタミナ』放送枠としている。

#### 放送された番組
| 番組                     | 放送日時                       | 他局の放送形態             | 備考                      |
| ------------------------ | ------------------------------ | -------------------------- | ------------------------- |
| のだめカンタービレ       | 2007年4月12日 - 9月20日        | フジテレビ製作ノイタミナ枠 | スポンサーは2007年8月以降 |
| もやしもん               | 2007年10月25日 - 2008年1月10日 | フジテレビ製作ノイタミナ枠 |                           |
| さよなら絶望先生         | 2008年1月17日 - 4月10日        | UHFアニメ                  |                           |
| 図書館戦争               | 2008年5月8日 - 7月24日         | フジテレビ製作ノイタミナ枠 |                           |
| 【俗・】さよなら絶望先生 | 2008年8月7日 - 10月30日        | UHFアニメ                  |                           |
| 夏目友人帳               | 2008年11月13日 - 2009年2月12日 | テレビ東京                 |                           |
| とらドラ!                | 2009年2月26日 - 8月20日        | テレビ東京                 |                           |
| かなめも                 | 2009年8月27日 - 11月26日       | テレビ東京                 |                           |
| 咲-Saki-                 | 2009年12月3日 - 2010年5月27日  | テレビ東京                 |                           |
| バカとテストと召喚獣     | 2010年6月3日 - 9月2日          | テレビ東京                 |                           |
| 荒川アンダー ザ ブリッジ | 2010年9月9日 - 12月2日         | テレビ東京                 |                           |
| 神のみぞ知るセカイ       | 2010年12月9日 - 2011年3月3日   | テレビ東京                 |                           |
| レベルE                  | 2011年3月10日 - 2011年6月3日   | テレビ東京                 |                           |

### 過去の主な番組
- KTSテレビ夕刊（1982年4月1日 - 1985年3月29日）
- KTSスーパータイム NEWS&SPORTS（1985年4月1日 - 1997年3月30日）
- KTSスーパータイム530（1995年11月1日 - 1997年3月28日）
- KTSニュース ザ・ヒューマン（1997年3月31日 - 1998年3月29日）
- KTSスーパーニュース（1998年3月30日 - 2015年3月29日）
- スーパーニュースイマジン（2006年4月3日 - 2007年3月30日）
- KTSみんなのニュース（2015年3月30日 - 2017年3月31日）
- みんなのニュースかごしま（2017年4月3日 - 2018年3月30日）
- KTSプライムニュース（2018年4月2日 - 2019年3月31日）
- KTSあなたのかごしま（1975年10月[27] - 1990年4月27日[28]）
- 2時いろトーク（1990年5月7日[29] - 1993年9月24日[30]）
- seeたいむ→週刊seeたいむ（1993年10月 - 1997年3月）[31]
- ゆうやけマガジン（1997年4月 - 2001年3月）
- 話題沸騰お茶ドキッ!（2001年4月 - 2006年3月）
- 週刊お茶ドキッ!
- 情報WIDE つぼチャンネル（2007年4月 - 2009年3月、金曜14:05 - 15:30）
- ひっとべ誠忠組（2004年4月 - 2005年6月）
- あの人・この人（1970年5月 - 1971年2月、自社初制作番組）
- サンデーイレブン（1972年5月7日 - 1975年9月28日）
- さつま八面鏡（1976年1月11日 - 1994年3月27日）
- 今夜は!鹿児島好奇心 - 今夜は好奇心!の鹿児島版。1994年4月から月1回最終週に放送。
- ぱじゃま倶楽部（1989年 - 2009年3月）
- タマリのイキイキ倶楽部（日曜 17:25 - 17:30、1994年4月放送開始）
- ぽよ☆Dancing - オープニング直後、クロージング直前（いずれも局名告知のこと）に放送。
- ツキ☆イチ（2009年4月 - 2010年3月）
- げっきん!かごしま（2009年3月 - 2012年3月、月曜 - 金曜 14:05 - 15:30）
- げっきん!LIVE4 ゆうテレ（2012年4月 - 2013年3月、月曜 - 金曜 16:05 - 16:50）
- ゆうテレ（2013年4月 - 2015年3月、月曜 - 木曜 16:00 - 16:50 2014年9月までは金曜日も同じ時間帯で放送）
- 金曜ゆうテレ（2014年9月 - 2015年3月、金曜 15:45 - 16:50）
- まるごとかごしま　ゆうテレ!（2015年4月 - 2016年3月、月曜 - 木曜 16:00 - 17:00、金曜 15:45 - 17:00）
- お宝満載!なっ得テレビ（2015年 - 2016年、15:00 - 15:45、のちに15:25 - 16:00）
- おしゃべりサラダ（1990年代 - 2015年、金曜 15:00 - 15:40）
- ココバナ8（チャンネル8の前番組）
- かごしま探検隊（サチのかごしまリサーチの前番組。鹿児島県政広報番組）
- かご☆スタ（鹿児島市政広報番組）
- かごnew[注 21]（2016年4月 - 2024年12月27日、平日 13:50 - 14:20)

### 過去に放送された他系列番組

#### 過去に放送されていたテレビ朝日系の番組
- 特別機動捜査隊（開局時にMBCからネット移行）
- ジャングル黒べえ（腸捻転解消前の毎日放送制作。水曜 19:00より遅れネットで放映）
- 昆虫物語　新みなしごハッチ（制作は上記の『ジャングル黒べえ』と同様。ちなみにフジテレビ系で放送された第1作目も放送）
- ジムボタン（1か月遅れで放送）
- 破裏拳ポリマー
- カリメロ（1992年にテレビ東京系で放送された第2作目も放映）
- スーパー戦隊シリーズ（石森章太郎原作の『秘密戦隊ゴレンジャー』と『ジャッカー電撃隊』は火曜 17:55 -  。「原作：八手三郎」名義の東映オリジナル作品となる『バトルフィーバーJ』以降は、後述の『長浜ロマンロボシリーズ』の後番組として、水曜 17:45よりいずれも遅れネットで放映）
  - 『秘密戦隊ゴレンジャー』〜『太陽戦隊サンバルカン』（KTSで放送されたシリーズ初期5作品のうち、『電子戦隊デンジマン』と『太陽戦隊サンバルカン』は、1982年9月の開局前のサービス放送分、及び翌月開局後以降の再放送分はKKBにて放映）
- 透明ドリちゃん→宇宙からのメッセージ 銀河大戦（上記の石森章太郎原作の『スーパー戦隊シリーズ』の後番組として、毎週火曜 17:55より放映）
- プロレスの星 アステカイザー
- 宇宙海賊キャプテンハーロック（毎週月曜 17:50より遅れネットで放送されたが、途中打ち切りになった。なお、この作品の前日談として描かれた映画版『わが青春のアルカディア』の続編である『わが青春のアルカディア 無限軌道SSX』は1982年10月、TBS系の番組としてMBCにて放映）
- みつばちマーヤの冒険(朝日放送制作。1982年にテレビ東京系で放送されたリメイク版の『新みつばちマーヤの冒険』は、MBCにて放映)→ピコリーノの冒険→シートン動物記 くまの子ジャッキー→女王陛下のプティアンジェ→星の王子さま プチ・プランス（水曜 17:20 - ）
- はいからさんが通る→シートン動物記 りすのバナー
- 長浜ロマンロボシリーズ
  - 超電磁ロボ コン・バトラーV→超電磁マシーン ボルテスV→闘将ダイモス（水曜 17:55 - ）
- 勇者ライディーン（姉妹作の『超者ライディーン』も放映〈後述〉）
- マシンハヤブサ
- キャンディキャンディ（再放送分はKKBにて放映）→花の子ルンルン→魔法少女ララベル→ハロー!サンディベル（金曜 17:55 - ）
- 一休さん（1978年10月 - 終了まで放映。MBCからのネット移行。月曜 17:15 - 再放送分はKKBにて放映）
- 西部警察（? - 1981年3月以前は土曜22時、同年4月以降は日曜夕方へ移動。いずれも数ヶ月以上の遅れネットであった。再放送分はKKBにて放映）
- まんが日本昔ばなし（毎日放送制作、同時ネット。腸捻転解消で一旦終了後、9か月後にTBS系番組としてMBCにて放送再開）
- 俺は用心棒（第2シリーズ）→天を斬る
- 水曜21時時代劇枠（同時ネット。但し、1969年7月から翌1970年3月まで、後述の日本プロレス時代の『NETワールドプロレスリング』放送のため、約9ヶ月間の休止期間あり）
  - 日本任侠伝
  - 燃えよ剣
  - 宮本武蔵（テレビドラマ）
  - 軍兵衛目安箱
  - 半七捕物帳（平幹二朗主演）
  - さすらいの狼
  - 長谷川伸シリーズ
  - 新書太閤記
  - 女・その愛のシリーズ
  - 右門捕物帖 (1974年のテレビドラマ)
  - 鬼平犯科帳（丹波哲郎主演）
  - 徳川三国志
  - 人魚亭異聞 無法街の素浪人
- 月曜19時台前半枠（MBCからのネット移行。アニメがメインだが、一部特撮・ドラマなども含む。キー局と同時ネット）
  - ひみつのアッコちゃん（第1シリーズ。平成時代に制作され、フジテレビ系で放映されたリメイク版の第2・3シリーズも遅れネットで放映）
  - 魔法のマコちゃん
  - さるとびエッちゃん
  - 魔法使いチャッピー
  - バビル2世
  - ミラクル少女リミットちゃん
  - 魔女っ子メグちゃん
  - アンデス少年ペペロの冒険
  - ザ・カゲスター
  - 5年3組魔法組
  - 激走!ルーベンカイザー
  - 魔女っ子チックル
  - まんが赤い鳥のこころ
  - 家族対抗オリンピッククイズ
  - 花よめは16歳
  - 生徒諸君（1980年版。 2007年4月に放送されたこのドラマの続編にあたる「教師編」はKKBにて放映[32]）
  - タイガーマスク二世（1982年9月の開局前のサービス放送分、及び翌月開局後以降の再放送分はKKBにて放映）
- 遠山の金さん（杉良太郎主演分を土曜 16:00より放送。再放送分はKKBにて放映）
- イナズマン→イナズマンF
- ポーラ名作劇場（キー局と同時ネット）
- ナショナルゴールデン劇場（1979年12月までナショナル〈現・パナソニック〉の一社提供）→ゴールデン劇場（1980年1月よりナショナルを含む複数社提供に変更したのを機に冠スポンサーを外し改題。いずれも木曜22時から1時間遅れの時差ネット）
- ダラス (テレビドラマ) 第1作目の「華麗なる悪の一族」（上記の『ゴールデン劇場シリーズ』と同様）→ダラス 愛と憎しみの二重奏（この番組より同時ネット）
- 夢のビッグスタジオ（上記の『ダラス 愛と憎しみの二重奏』と同様、同時ネット）
- 川崎敬三の料理ジョッキー
- 明色お笑いゲーム合戦
- みごろ!たべごろ!笑いごろ!→みごろ!ゴロゴロ!大放送‼︎（日曜10時からの遅れネット）
- 機動戦士ガンダム（ファンの間で「ファーストガンダム」と呼ばれたテレビシリーズ1作目。月曜夕方に遅れネットで放送。KTSではフジテレビ系で放送された『∀ガンダム』も放映）

#### 過去に放送されていた日本テレビ系の番組
- ルンルンあさ6生情報
- NNNジャストニュース（1982年10月1日 - 1984年3月30日）
- NNN6:30きょうのニュース（1984年4月2日 - 1985年3月30日。『FNNスーパータイム』へ夕方のニュース枠を交換するため打ち切り）
- NNN日曜夕刊（1969年4月6日 - 1985年3月31日。日本テレビ系日曜18時台の同時ネット枠廃止に伴い打ち切り）
- おはようこどもショー（1971年より放送開始）
- カリキュラマシーン
- スポーツトレイン（『プロ野球ニュース』放送開始に伴い、1992年3月27日打ち切り）
- おしゃれ（1982年10月1日 - 1987年4月3日。『ごちそうさま』とセットでMBCからのネット移行）→三枝成章の気まぐれ
- SAKAIです〜デザートーク〜→デザートーク
- 早見優のアメリカンキッズ（中京テレビ制作。一時期ネット）
- 新春スポーツスペシャル箱根駅伝（放送は1987年 - 1992年の6年間のみ。以降、KYT開局までの1993・1994年の2年間は、鹿児島県での放送は休止）
- ミユキ野球教室（開局時にMBCからネット移行。1986年1月より、放送時間を日曜11時に変更と同時にスポンサーを御幸毛織の一社提供から、同社を含む複数社提供に移行したのに伴い、タイトルも冠スポンサーを外した『野球教室』に変更したが、1988年10月、放送時間を15分に縮小し、スポンサーを再び御幸毛織の一社提供に戻すと同時にタイトルも元に戻し、1990年3月の最終回まで放送）
- スター誕生!（1982年10月3日よりMBCからのネット移行。以後、1983年9月25日の最終回までの約1年間のみ放送）
- クイズ ラブラブジャンプ
- 徳光和夫のTVフォーラム（1986年1月、上記の『野球教室』と放送時間枠を交換）
- TVジョッキー→スーパージョッキー（日本テレビ系日曜13時台の同時ネット枠廃止に伴い、1992年3月29日打ち切り後、1994年4月のKYT開局に伴い同局にて放送再開）
- 日曜18時台後半枠
  - シャボン玉ホリデー
  - ぎんぎら!ボンボン!
  - ファイヤーマン
  - ナブ号の世界動物探検
  - プラチナゴールデンショー(第2期。ちなみに第1期はMBCにて放送)→NOWヒットパレード
  - 冒険者たち
  - 談志･蝶々のあまから家族→あまから家族→蝶々のあまから家族
  - 円盤戦争バンキッド
  - 小さなスーパーマン ガンバロン
  - 家なき子
  - 宝島
  - 独占!スポーツ情報（1979年4月8日 - 1985年3月31日。日本テレビ系日曜18時台の同時ネット枠廃止に伴い、KTSでの放送は一旦打ち切りになるが、9年後の1994年4月のKYT開局に伴い、同局にて放送再開）
- 日曜19時台前半枠
  - ドラえもん（1973年のテレビアニメ）（後述の「KKB開局前まで放送されていたテレビ朝日系の番組」の中にもあるように、1979年版も日曜18時台前半枠に遅れネットで放映）
  - 全日本歌謡選手権（上記の『ドラえもん』の後番組として、1975年9月まで放送。放送時間が「土曜19時台前半枠」に変更になった同年10月よりMBCに移行）
  - びっくり日本新記録（途中、二度に渡る休止期間あり）
  - スターウルフ→宇宙の勇者 スターウルフ（『びっくり日本新記録』の休止期間中に放送）
  - ミュージック・ボンボン（つなぎ番組。上記の『スターウルフシリーズ』と同様）
  - ザッツ!好奇心
  - どっちDOTCH!
  - クイズ・マネーイズマネー
  - こんな学園みたことない!
  - スター生たまご・邦子のいまドキ芸能界→邦子のスター生たまご
  - 鈴木健二の人間テレビ
  - シティーハンター3→シティーハンター'91
  - 丹波・山瀬のパニックTV（上記の『シティーハンターシリーズ』の間に放送）
  - ザ・ラスベガス
  - おしえて!ガリレオ
- 日曜19時台後半枠
  - ルパン三世（第1・2・3シリーズ）
  - 超人バロム1
  - マドモアゼル通り
  - 買ッテ来ルゾト勇マシク
  - 侍ジャイアンツ
  - 宇宙戦艦ヤマト（第1シリーズ。続編にあたる『宇宙戦艦ヤマト2』と『宇宙戦艦ヤマト3』は、MBCにて放映）
- すばらしい世界旅行（1969年4月6日 - 1990年9月16日。MBCからのネット移行。1975年4月より『宇宙戦艦ヤマト』の後番組として、上記の「日曜19時台後半枠」に放送時間を変更）→日立 地球トライアル→紳助の日立地球トライアル→日立 あしたP-KAN気分!
- 知られざる世界（1975年4月 - 1982年9月、遅れネット。KKB開局に伴うネット改編により打ち切り）
- OH!たけし（1985年4月 - 1986年9月）
- 日曜20時台枠
  - コント55号の裏番組をぶっとばせ!
  - 姿三四郎（1970年のテレビドラマ）
  - 闘魂（テレビドラマ）
  - おれは男だ!
  - 飛び出せ!青春
  - おこれ!男だ
  - てんつくてん
  - われら青春!
  - 水もれ甲介
  - おふくろさん
  - 俺たちの旅
  - 俺たちの朝
  - 俺たちの祭
  - 青春ド真中!
  - 西遊記 (1978年のテレビドラマ)（堺正章主演版）
  - 俺たちは天使だ!
  - 西遊記II
  - 猿飛佐助（1980年のテレビドラマ）
  - 黄土の嵐
  - 宇宙空母ギャラクティカ
  - 日曜お笑い劇場→日曜8時!ドパンチ放送!!
  - 俺はご先祖さま
  - 陽あたり良好!（テレビドラマ版。1987年にフジテレビ系列で放送されたアニメ版も土曜夕方に放送）
  - 久米宏のTVスクランブル
- あぶない刑事（日曜深夜=月曜未明に遅れネットで放映。テレビ版二作目にあたる『もっとあぶない刑事』より、後述の「金曜20時台枠」にて同時ネットで放映）
- ザ・トップテン（1982年10月よりネット開始）→歌のトップテン
- 所さんのまっかなテレビ
- サンダーマスク
- ワールドクイズ ザ・びっくり地球人!→ザ・びっくり地球人→クイズ・地球NOW（『土曜グランド劇場』の一時放送休止に伴い、1年間放送。同シリーズの『新・熱中時代宣言』以降同様、火曜夜22時から3日遅れのネットだった）
- 東芝ファミリーホール特ダネ登場⁉︎
- 追跡（但し、ネットは毎週水曜日のみ）
- 水曜19時台後半枠（途中、二度に渡る中断あり）
  - ヨッちゃん・ぼんちのアイドル大集合!
  - おてんば宇宙人
  - 辰徳スペシャル（つなぎ番組）
  - テレビに出たいやつみんな来い!!
  - わっ!!ツービートだ
  - がんばれ!キッカーズ
  - 動物スクランブル
  - 猫、ふんじゃッた!
  - ツヨシしっかりしなさい（実写ドラマ版。1992年にフジテレビ系で放送されたアニメ版も放映）
  - 夏休み別荘物語（つなぎ番組）
- 水曜20時台枠（上記の「19時台後半枠」同様、途中二度に渡る中断あり）
  - 俺たちの勲章
  - 山盛り食堂
  - 泣かせるあいつ
  - 気まぐれ天使
  - 気まぐれ本格派
  - ゆうひが丘の総理大臣→あさひが丘の大統領
  - 痛快!ピッカピカ社員
  - 俺はおまわり君
  - 先生は一年生
  - 女かじき特急便
  - 所さんの勝ったも同然!!→いい!!かもしんない
  - あきれた刑事
  - 欽ちゃんの気楽にリン
  - 新伍の演歌大全集
- 歌のワイド90分!
- 水曜バラエティ
- 水曜21時台枠（『水曜ロードショー』の放送時間移動に伴い、1985年10月よりネット開始）
  - ハーフポテトな俺たち
  - ジャンプアップ青春
  - このままじゃ、ボクの将来知れたもの
  - パパ合格ママは失格
  - ビッグ・ウエンズデー
  - 美味しいテレビ9トゥ10
  - 超音速攻撃ヘリ エアーウルフ→新エアーウルフ 復讐編
  - ビートたけしの全日本お笑い研究所→番組の途中ですが…再びたけしです
- 水曜グランドロマン
- 木曜ゴールデンドラマ（放送は1983年10月6日 - 1985年3月28日の1年半のみ。プライムタイム枠のネット比率変更に伴い打ち切り）
- 金曜19時台前半枠（1982年10月 - 1988年3月まで。これまでこの時間に遅れネットで放送されていた『世界名作劇場』を木曜19時に変更する形で放送）
  - 歌まね振りまねスターに挑戦‼︎
  - 全日本歌まね選手権
  - 住友生命 青春アニメ全集
  - 人気スターチーム対抗歌合戦
  - ベストカップル歌合戦
  - ニッポン快汗マップ ガムシャラ十勇士‼︎
- 金曜19時台後半枠（1982年10月より、MBCからのネット移行）
  - カックラキン大放送!!→カックラキン決定版!
  - 志村けんの失礼しまぁーす!
  - Wパパにオマケの子
  - こちら夢スタジアム→面白スタジアム→極楽スタジアム
  - ハートにジャストミート
- 金曜20時台ドラマ枠（1981年4月より、MBCからのネット移行）
  - 太陽にほえろ!→太陽にほえろ!PART2
  - ジャングル→NEWジャングル
  - もっとあぶない刑事（第一作目は前述の通り、日曜深夜=月曜未明に遅れネットで放送）
  - ハロー!グッバイ
  - 勝手にしやがれヘイ!ブラザー
  - 刑事貴族→刑事貴族2→刑事貴族3
  - はだかの刑事
  - もうひとつのJリーグ（1994年3月の開局一週間前のサービス放送分は、KYTにて再放送扱いで全5話を帯番組として放送）
  - ザ・ワイドショー
- 金曜劇場
  - 東京バイパス指令（第22話より放送）
  - ゴールドアイ
  - 輝ける塔
  - 憎いあんちくしょう
  - 昨日と明日の間
  - 大将
  - どんとこい
  - 花は花よめ（第1シリーズ）
  - 恋は初恋
  - 女ですもの
  - 花は花よめ（第2シリーズ）
  - 恋は大吉
  - くるくるくるり
  - あやとり
  - 花は花よめ（第3シリーズ）
  - ちんどんどん
  - 前略おふくろ様（第1シリーズ）
  - あがり一丁!
  - 前略おふくろ様（第2シリーズ）
  - ちちんぷいぷい
  - 祭ばやしが聞こえる
  - ハッピーですか?
  - 犬笛・娘よ、生命の笛を吹け
  - 消えた巨人軍
  - 熱中時代（教師編第1シリーズ｡「刑事編」と「教師編第2シリーズ」は、MBCにて火曜夜に放映）
  - 欽ちゃんドラマ・Oh!階段家族!!→欽ちゃん劇場・とり舵いっぱーい!
  - 真夜中のヒーロー
  - 黄金の犬
  - 欽ちゃんのちゃーんと考えてみてネ!
  - 私はタフな女
  - 花咲け花子（第1シリーズ）
  - 田中丸家御一同様
  - あっけらかん (1982年のテレビドラマ)
  - ホームスイートホーム
  - せーの!
  - 若草学園物語
  - 花咲け花子（第2シリーズ）
  - 昨日、悲別で
  - 25才たち・危うい予感
  - 瑠璃色ゼネレーション
  - 名門私立女子高校
  - ママたちが戦争を始めた!
  - ニッポン親不孝物語
  - 家族ジャングル
- SHARPワールドクイズ・カンカンガク学
- プロ野球BOXシート
- 全員出席!笑うんだってば
- 大追跡（情報番組。但し『土曜スーパースペシャル』放送の為、半年間の休止期間あり）
- 大相似形テレビ
- ぐるっと日本グルメ旅
- 土曜19時台後半枠
  - シャボン玉ボンボン→シャボン玉サタデー
  - ビックリ決定版!!
  - 挑戦!!
  - ホンダアワー オズの魔法使い（1974年のテレビドラマ）
  - ハロー!スポーツ(テレビ番組)
  - ベスト3夢の顔合せ
  - オールスター親子で勝負!
  - 新・エースをねらえ!（1973年に放送された第1作目はMBCにて放映。2003年に放送された実写ドラマ版はKKBにて放映）
- 全日本プロレス中継（1975年4月 - 1992年3月。MBCからのネット移行だが、1992年4月にMBCへ再移行）
- 土曜スペシャル→土曜トップスペシャル→土曜スーパースペシャル
- 爆笑ヒット大進撃!!→ダントツ笑撃隊!!（いずれも『土曜スペシャル』と『土曜トップスペシャル』の間に放送）
- おもしろ人間ウォンテッド!!
- 8時が来ちゃった!!テレビ大図鑑→鶴瓶のテレビ大図鑑
- 歌うゴールデンタイム
- ウォッチング日本列島
- 野望の国（『土曜スーパースペシャル』の第1期と第2期の間に放送された）
- 今夜は最高!→爆風スランプのお店
- 11PM（1969年4月1日 - 1990年3月29日。但し、金曜版は1985年3月29日打ち切り）→EXテレビ（前番組の『11PM』同様、月 - 木曜日放送。日本テレビ系深夜番組放送枠廃止に伴い、1992年3月26日打ち切り。1994年4月1日の最終回のみ、本放送を開始したばかりのKYTにて放送）
- 吉本印天然素材（放送は1992年4月5日 - 1992年9月27日の半年間のみ。ネット比率変更に伴い打ち切り）
- 遠くへ行きたい（よみうりテレビ制作。2013年4月よりKYTにて放送再開）
- お笑いマンガ道場（中京テレビ制作）
- 正義を愛する者 月光仮面（1972年制作のアニメ版を金曜19:00より遅れネットで放映）
- 新オバケのQ太郎（土曜 19:00より遅れネット。1965年、モノクロアニメ版で放送された第一作目は後述の『怪物くん』同様、『不二家の時間』内でMBCにて放映。1985年に放送されたリメイク版にあたる第三作目はKKBにて放映）
- 元祖天才バカボン（日曜 18:00より遅れネット。シリーズ1作目はMBCにて放映。フジテレビ系で放送された3作目の『平成天才バカボン』と、テレビ東京系で放送された4作目の『レレレの天才バカボン』も放映〈後述〉）
- ベルサイユのばら（1980年3月打ち切り。なお、KYTで最終回まで放送されている）
- 太陽の使者 鉄人28号（シリーズ1作目はMBCにて放映）
- 鉄腕アトム（1980年放送のカラー版。上記の『鉄人28号』と同様）
- 忍者マン一平
- キャッツ♥アイ
- キャプテン
- ガラスの仮面（1997年・1998年のドラマ版はKKBで放送）
- 大都会シリーズ（月 - 木曜 16時からの集中放送）
- キン肉マン（1983年度版を放送。1991年に放送された「キン肉星王位争奪編」は未放映。2024年夏からの「完璧超人始祖編」は、CBC制作の『アガルアニメ』として、MBCにて放送）
- セーラー服反逆同盟（日曜夕方に遅れネット）
- きまぐれオレンジ☆ロード（水曜 19:30より遅れネットで放送）
- 燃える!お兄さん（金曜 16:00より放送）
- 美味しんぼ（日曜 18:00より放送）
- 魔法のプリンセス ミンキーモモ（第2作。1982年にテレビ東京系の番組として放送された第1作目はMBCにて放映）

#### KKB開局まで放送されていたテレビ朝日系の番組
- ANNニュースレーダー
- 日曜洋画劇場（キー局のテレビ朝日と同時ネット）
- シャボン玉プレゼント（朝日放送制作。腸捻転解消でMBCからネット移行）
- 13時ショー→徹子の部屋
- 特捜最前線（キー局のテレビ朝日と同時ネット。ちなみに、九州地区では福岡KBCだけでなく、大分TOS、宮崎UMKも同じ編成であった）
- 土曜ワイド劇場（1981年4月ネット開始、ただしキー局と1時間遅れで放送）
- プロポーズ大作戦（ABC制作。金曜22時から3日遅れの時差ネット）
- ドラえもん (1979年のテレビアニメ) （日曜18:00より放送。なお、第1作も前述の「過去に放送されていた日本テレビ系の番組」内の『日曜19時台前半枠』にて、同時ネットで放映されていた）
- あばれはっちゃく（前述の『秘密戦隊ゴレンジャー』をはじめとする石森章太郎原作の東映特撮シリーズの後番組として、第1作目の『俺はあばれはっちゃく』から、次作の『男!あばれはっちゃく』まで火曜夕方に遅れネットで放送）
- 欽ちゃんのどこまでやるの!?（上記の『特捜最前線』と同様）
- サイボーグ009（第2シリーズ｡ 土曜 17:15 - ）
- 怪物くん（1968年に前述の『不二家の時間』として放送されたモノクロアニメ版の第1作目はMBCにて放映。2010年に放送された実写ドラマ版はKYTにて放映）
- あさりちゃん
- 世界あの店この店
- クイズタイムショック
- 木曜ヒットショー（KTSで放送された最後のテレビ朝日系の番組）
- ワールドプロレスリング（日本プロレス中継放送時代に前述の「過去に放送されたテレビ朝日系の番組」の「水曜21時台枠」にて、1969年7月から1970年3月まで『NETワールドプロレスリング』[注釈 12] として、約9ヶ月間の放送実績があったが、新日本プロレス中継放送時代は、長きにわたり月曜20時台に編成された[注 22]）

他多数

#### KYT開局まで放送されていた日本テレビ系の番組
- ジパングあさ6（1992年3月30日 - 1994年3月31日）
- NNN朝のニュース
- NNN昼のニュース（1985年4月1日 - 1994年3月31日）
- NNNきょうの出来事（1969年4月1日 - 1994年3月31日。KTSでのネット最終回では、櫻井よしこが「KTSの皆様、25年間本当にありがとうございました」というアナウンスを行った。）
- NNNドキュメント
- ズームイン!!朝!（1981年4月6日 - 1994年3月31日）
- オシャレ30・30（1987年4月5日 - 1994年3月27日。放送開始はキー局よりも3ヶ月遅れ。定期放送は日曜22時30分に1週遅れ）
- キユーピー3分クッキング（1992年4月・10月の改編時も打ち切りの対象とならずに、1994年3月31日まで引き続き放送）
- ごちそうさま（1982年10月1日 - 1994年3月31日[33]、MBCからのネット移行。1982年10月1日 - 1987年10月2日は同時ネット。1987年10月5日からは、当時鹿児島では未放送番組だった『午後は○○おもいッきりテレビ』内包により、単独番組として時差ネットへと降格、1994年4月のKYT開局と同時に、前述の『午後は○○おもいっきりテレビ』の放送開始とともに同局にて放映開始）
- 笑点
- 天才・たけしの元気が出るテレビ!!
- 世界まる見え!テレビ特捜部
- どちら様も!!笑ってヨロシク
- クイズ世界はSHOW by ショーバイ!!
- とんねるずの生でダラダラいかせて!!
- 日本テレビ水曜10時枠連続ドラマ（1988年10月 - 1991年9月の3年間は前述の『水曜グランドロマン』のため中断）
  - 妻たちの課外授業
  - 妻たちの初体験
  - 妻たちの危険な関係
  - 妻たちの課外授業Ⅱ
  - 敵同志好き同志
  - 主婦代行いたします
  - みんなマドンナ
  - 27才・LOVE気分
  - 風少女
  - 恋人も濡れる街角 URBAN LOVE STORY(上述にもあるように、この作品を最後に、2時間ドラマである『水曜グランドロマン』放送の為、3年間中断となる)
  - 愛さずにいられない（この作品より枠再開）
  - ポールポジション!愛しき人へ…
  - 素敵にダマして!
  - 教師夏休み物語
  - いとこ同志
  - ジェラシー（テレビドラマ）
  - 嘘つきは夫婦のはじまり
  - 引っ越せますか
  - 同窓会（テレビドラマ）
  - 横浜心中
- 発明将軍ダウンタウン
- 水曜ロードショー（1982年10月より、MBCからのネット移行）→金曜ロードショー
- ウンナン世界征服宣言
- なんだろう!?大情報!
- マジカル頭脳パワー!!
- 日本テレビ土曜夜9時ドラマ（1981年4月にMBCからネットを移行し、1986年3月までは同時ネット。同年4月から放送開始の『新・熱中時代宣言』より、火曜22時に3日遅れで放送されたが、1987年4月よりクイズ番組放送のため、1年間放送を中断した)
  - 池中玄太80キロⅡ（「Ⅰ」は上述の通り、MBCにて放映）
  - キッド
  - 天まであがれ!
  - あんちゃん
  - 明石貫平35才
  - 天まであがれ!2
  - 事件記者チャボ!
  - 風の中のあいつ（この作品より、枠名が「土曜グランド劇場」に変更となる）
  - 気分は名探偵
  - のン姉ちゃん・200W
  - 気になるあいつ
  - 春風一番!（この作品まで同時ネット）
  - 新・熱中時代宣言（この作品より、上述の通り「グランド劇場」というタイトルで火曜22時に3日遅れで放送）
  - やったぜベイビー!
  - 恋する時間です
  - オレの息子は元気印
  - 結婚物語（この作品を最後に上述の理由にもあるように、1年間ドラマ枠を中断する）
  - 春の砂漠（この作品よりドラマ枠再開）
  - 花嵐の森ふかく
  - 新婚物語
  - 明日はアタシの風が吹く
  - 池中玄太80キロⅢ
  - 湘南物語 マイウェイマイラブ
  - 会いたくて
  - あの夏に抱かれたい
  - 恋人の歌がきこえる
  - いけない女子高物語
  - 外科医・有森冴子
  - 火の用心
  - お父さん
  - 君だけに愛を（テレビドラマ）
  - 検事・若浦葉子
  - 助教授一色麗子 法医学教室の女
  - 結婚しないかもしれない症候群
  - …ひとりでいいの
  - 子供が寝たあとで
  - まったナシ!
  - 外科医・有森冴子Ⅱ
  - ちょっと危ない園長さん
  - 日曜はダメよ（テレビドラマ）
  - ポケベルが鳴らなくて
  - 大人のキス
  - そのうち結婚する君へ
- 夜も一生けんめい。
- 24時間テレビ 「愛は地球を救う」
- それいけ!アンパンマン
- 所さんの目がテン!

他多数

#### KYT開局までMBCで放送されていたフジテレビ系列の番組
- サザエさん（『FNSの日』内包時のみKTSで放送）

#### 過去に放送されていたテレビ東京系の番組
- 演歌の花道
- クイズところ変れば!?
- あっぱれ!日本一
- たけしの誰でもピカソ
- スキヤキ!!ロンドンブーツ大作戦
- クイズ赤恥青恥
- ギルガメッシュないと
- 出没!アド街ック天国（KKBから移行するも途中打ち切り、番組自体は継続中）
- ビックリマン2000（朝日放送テレビ・東映アニメーション制作の過去のシリーズはKKBにて放送）
- 遊☆戯☆王デュエルモンスターズ （続編であるGXも放映されたものの、途中で打ち切りとなった）
- 炎の闘球児 ドッジ弾平
- ヤングおー!おー!（毎日放送制作。腸捻転時代で、東京12チャンネル=旧社名系番組扱いでの放送。腸捻転解消後はTBS系番組としてMBCへ移行）
- 土曜スペシャル（番組としては継続中）
- ワイン娘
- りぼん魔法少女シリーズ
  - 姫ちゃんのリボン→赤ずきんチャチャ→ナースエンジェルりりかSOS→こどものおもちゃ
- カリメロ（第2作目）
- わがまま☆フェアリー ミルモでポン!シリーズ
- 超者ライディーン（先述の『勇者ライディーン』も放映）
- 甲虫王者ムシキング 森の民の伝説
- ヒカルの碁
- アイドル伝説えり子→アイドル天使ようこそようこ（テレビせとうち制作）
- ド短期ツメコミ教育!豪腕!コーチング!!
- お茶の間の真実〜もしかして私だけ!?〜
- いい旅・夢気分（KYTへ移行）
- 和風総本家（テレビ大阪制作、MBCへ移行）
- きらりん☆レボリューション
- 極上!!めちゃモテ委員長
- リルぷりっ
- 絶対可憐チルドレン
- とらドラ!
- クロスゲーム
- 所さんの学校では教えてくれないそこんトコロ!（2007年4月よりMBCに移行）
- やりすぎコージー
- KOZY'S NIGHT 負け犬勝ち犬
- たけしの誰でもピカソ
- たけしのニッポンのミカタ!（MBCへ移行）
- イナズマイレブンシリーズ
  - イナズマイレブン→イナズマイレブンGO（途中打ち切り｡『イナズマイレブン アレスの天秤』以降は県内未放送）
- THEカラオケ★バトル（現在はKKBで不定期放送）
- 妖怪ウォッチ（『シャドウサイド』以降は県内未放送）
- レレレの天才バカボン
- おねだり!!マスカット
- 咲-Saki-（前述のひょうたん書店一社提供枠で放送。実写ドラマ版は県内未放送）
- まんが猿飛佐助（東京12チャンネル時代に放送[注 23]）
- ひとりキャンプで食って寝る
- 面白南極料理人（テレビ大阪制作）
- 抱かれたい12人の女たち（テレビ大阪制作）
- チェンソーマン
- 冒険大陸 アニアキングダム
- ゴー!ゴー!びーくるずー
- 異世界はスマートフォンとともに。2（第1期は県内未放送。）
- おかしな転生
- B-PROJECT〜熱烈*ラブコール〜（第1・2期は県内未放送。）
- 30歳まで童貞だと魔法使いになれるらしい（アニメ版）

## 番組出演者

### アナウンサー（現職）

#### 男性
- 1996年 坪内一樹（アナウンス部長）
- 2003年 上片平健
- 2011年 小鍜治宏将
- 2025年 民辻󠄀弘平

#### 女性
- 2011年 井上彩香
- 2015年 美川愛実
- 2020年 川路あかり
- 2022年 山根美乃梨
- 2024年 河内杏月

### レポーター（KTSタレント）
一部のタレントはμ-FMやフレンズFMのパーソナリティも兼務している。
- タマリ（1983年 - ）
- 乾き亭げそ太郎（2015年 - ）
- 竹田瞳（元NHK鹿児島放送局契約キャスター）
- 四元りな
- 坂元彩乃
- 福元ゆみ

### 過去のアナウンサー

#### 男性
- 1978年
  - 小澤一彦（退社後、テレビ静岡へ移籍）
- 1983年
  - 﨑島誠（異動後、コンテンツ推進部に勤務）
- 1987年
  - 山本慎一（ - 2015年、アナウンス部長）
- 1990年
  - 古井千佳夫（東京支社業務部長）
- 2004年
  - 奥平邦彦（2月入社、 - 2008年3月。退社後、フリーアナウンサーへ転向）
- 2011年　
  - 上枝一樹（10月入社、 - 2021年11月。他部署へ異動）
- 2013年
  - 前原竜二（4月入社、 - 2025年3月。退社後、フリーアナウンサーへ転向）
- 小笠原弦
- 小川真人（1979年まで在籍。その後、テレビ埼玉→熊本県民テレビ→フリー）
- 永吉周一

#### 女性
- 1983年
  - 加茂川里美（一旦退社した後、2015年に再入社。2023年3月に他部署へ異動。）
  - 溝口典子（退社後、「室屋典子」と改名した上でフリーアナウンサーへ転向。東京進出時に「山下のりこ」と再改名）
- 1986年
  - 青木隆子（異動後、報道部記者として活動。2020年2月退社。2020年7月、鹿児島県知事選挙に立候補したが、落選）
- 1989年
  - 池田昭代（ - 1995年）
  - 中津留文代[34]
- 1990年
  - 中村朋美（退社後、フリーアナウンサーへ転向）
- 1992年
  - 松井聡子
- 1995年
  - 佐藤陽子[34]（→寿退職にて東京に転居、現在はJCNコアラ葛飾のアナウンサーとして活躍）
- 1997年
  - 久保美鈴（異動後、企画事業部に勤務）
- 1998年
  - 坂口果津奈（4月入社、 - 2008年3月）
- 2003年
  - 戸越亜希子（4月入社、 - 2008年6月）
  - 中西真貴（4月入社、 - 2012年3月）
- 2006年
  - 大泉彩乃（4月入社、 - 2008年12月）
- 2007年
  - 下松小百合（4月入社、 - 2011年3月。退社後、テレビ西日本の番組キャスターとして活動）
- 2009年
  - 石神愛子（4月入社、 - 2014年3月。退社後、名古屋テレビ放送のアナウンサーとして活動）
  - 庄村奈津美（4月入社、- 2024年3月。同年4月から報道部記者として活動）
- 2011年
  - 山上真実（4月入社、 - 2020年3月。他部署へ異動。）
- 2017年
  - 高橋幸（4月入社、 - 2021年3月。退社後、フリーアナウンサーへ転向）
- 奥ゆかり（退社後、フリーアナウンサーへ転向）
- 亀之園美鈴
- 石井寛子（→新潟テレビ21→NHK横浜放送局）
- 田代真弓（退社後、QVCナビゲーターとして活動）
- 吉田玲子
- 比良恵子

## クロスネット時代の主な番組編成概要

### 1969年4月 - 1982年9月
- 3系列クロスネット時の1969年4月開局当初 - 1982年9月は、NETテレビ→テレビ朝日系の番組では、主に水曜日の21時台の『欽ちゃんのどこまでやるの!?』・22時台の刑事ドラマ枠（『特別機動捜査隊』→『特捜最前線』）や、木曜日19時台の『クイズタイムショック』、日曜21 - 22時台の『日曜洋画劇場』を同時ネットしていた[注 24]。
- 1975年3月31日には、毎日放送（MBS）と朝日放送（ABC）のネットチェンジに伴い、南日本放送（MBC）との間で番組のいくつかを交換した。
  - NET系時代（腸捻転解消前）のテレビアニメ『まんが日本昔ばなし』のクロスネット局では数少ない同時ネット局の一つだった。その後、同アニメはMBCでTBS系列の番組として再開している。
- その一方、平日午前のワイドショーの『モーニングショー（第1期）[注 25]』、平日正午のワイドショーの『アフタヌーンショー』、土曜朝のワイドショー（腸捻転解消前はMBS制作の『ウィークエンドモーニングショー』→『八木治郎ショー』、腸捻転解消後はABC制作の『おはようワイド・土曜の朝に』）に関しては、KKB開局まで一貫してMBCが放送していたため、KTSでは放送されなかった。KTSでは開局当初から一貫して、当該時間帯にはフジテレビ系列（土曜朝は関西テレビ制作のワイドショーを放送）の番組を放送している[注 26]。

### 1982年10月 - 1985年3月
- 日テレ・フジクロスネット時の1982年10月 - 1992年3月は、『ズームイン!!朝!』・『NNNきょうの出来事』・『11PM』→『EXテレビ』・『ごちそうさま』などに代表されるよう、日本テレビ系列の番組と優先的にネットを結んでいた。
- また、日本テレビ系列のナイター中継も週5日（月曜開催時を含む水・金・土・日）と、当時九州地区の日テレ・フジクロスネット局（KTN・TOS・UMK・KTS）の中では一番多く、20時台は最も日テレ色の濃さを強調していた局でもある（ただし、放送時間を延長するのは水・金のみ。土・日・月は、21時以降がフジ系列同時ネット枠のため、20時54分で飛び降り終了）。
- 一方で、1983年の『プロ野球オールスターゲーム』は、ネット局のズレのために1試合も放送されず[注 27]、当時の南日本新聞（1983年7月25日付）に「なぜ、今年のオールスターは中継されない?」「一体、何のための民放3局化?」という記事まで出たほか、系列局であるKTSにも多数の抗議があった。
- この際、当時の編成が日本テレビ系重視型のため、『フジテレビ系列の番組をもっと増やしてほしい』という要望も多数寄せられた（この約2年後の1985年4月より、プライムタイムは日テレ・フジ両系列とも均等な放送時間へと改編される）。

### 1985年4月 - 1992年3月
- 1985年春の改編以降、日曜日のナイター中継は、当時九州地区の日テレ・フジクロスネット局（KTN・TOS・UMK・KTS）の中で、唯一KTSのみが放送時間を延長せずに飛び降り終了させていた（KTN・TOS・UMKは日曜 21:00 - 22:30も日テレ同時ネット枠のため、引き続き放送を延長）[注 28]。
- 土・日・月のナイター中継飛び降り終了時も、放送が遅れる『NNNきょうの出来事』は同時ネットしなければならないため、番組開始までの時間を『巨人戦ハイライト』で穴埋めしていた。
- フジテレビ系列のナイター中継を行う火曜・木曜も、23時が『NNNきょうの出来事』同時ネット枠のため、20時54分で飛び降り終了。この際、21時以降のフジテレビ系同時ネット番組はキー局よりも先行放送を行っていた。
- このため、ナイター中継飛び降り終了時のみ、20時54分のニュースは通常の『NNNニューススポット』（土・日・月）・『FNNニュース』（火・木）から、自社制作版のモノに差し替えて放送されていた（この自社制作版差し替え編成はクロスネット時代のKTNも同様）。
- クロスネット当時、通常のKTS水曜プライムタイムは日本テレビ系同時ネット枠だったが、クロスネット当時・1991年7月3日（水）は、九州地区で起きた噴火という事情から、この日に限り、水曜21時・22時台をフジテレビ系同時ネット枠に差し替え、『島原救済緊急特別番組・夜のヒットスタジオスペシャル』（フジテレビ・21:00 - 23:30）を放送した[注 29][注 30]。
- 1985年春の改編以降も、日テレ系の番組を主体にネットしていたが、フジテレビ系平日12・13時台看板枠連続（『笑っていいとも!』・『ライオンのいただきます』→『ライオンのごきげんよう』・『東海テレビ制作昼の帯ドラマ』）ネットおよび、日曜21 - 22時台前半の番組同時ネットなど、随所にKTS独自のフジ色も表れていた[注釈 13][注 31]。
- フジテレビ系に関して、同時ネットができない番組は比較的多く時差ネットしていたが、逆に日本テレビ系の時差ネット番組は数本のみ（『グランド劇場』・『オシャレ30・30』・『ごちそうさま』など[注 32]）に留められ、同時ネットの対象外番組は未放送、もしくはMBCがわずかながら番販放送を行っていた。

### 1992年4月 - 1992年9月
- KKB開局直後から9年半もの間、ネット編成では日テレ色をかなり強調するも、クロスネット末期の2年間（1992年3月30日 - 1994年3月31日）のみ、日本テレビ系列番組大量打ち切りの措置（日本テレビからフジテレビへのネット変更）が各曜日の深夜番組を主体に取られたことにより、ネット比率が逆転し、フジテレビ系列の方が上回った。これは2年後の1994年4月1日のKYTの開局が確実となり、1994年4月以降のフジテレビシングルネット化へ向けての準備が進められたためである。
- 1992年春の改編において、優先的にネットを結んできた日本テレビ系各番組のうち、ローカルセールス枠内で放送されていた『スポーツトレイン』・『EXテレビ』・『スーパージョッキー』の各番組が打ち切りとなった。
- 『金曜サスペンス劇場』と『全日本プロレス中継』の両番組は、1992年4月からMBCへ番組が移動し、それぞれ時差ネットにて1994年3月まで放送された。
- その『EXテレビ』・『金曜サスペンス劇場』・『全日本プロレス中継』の終了枠で、『プロ野球ニュース』（フジテレビ）の放送を開始した（1992年3月30日から）。
- 『プロ野球ニュース』は、番組開始当初から放送。1985年3月までは早朝に前夜放送分のモノを時差ネット。1985年4月の改編から1990年3月までの5年間は放送時間が大幅に減らされ、金曜と土曜の深夜のみ（金曜日は放送休止の場合あり）ネット。1990年4月 - 1992年3月の2年間のみ放送を休止するも、開局から23年間続けてきた日本テレビ系の深夜番組放送枠廃止に伴い、1992年4月の改編からようやく全ての曜日で深夜放送が実現した。
- 『スーパージョッキー』ネット打ち切り後には『ダウンタウンのごっつええ感じ』の遅れネットを開始（1994年4月から最終回までは同時ネット） 。
- 日テレ系の深夜番組枠廃止後も、日曜日の『NNNドキュメント』のみが残存。1992年4月5日 - 1994年3月27日の2年間、引き続き放送が行われた。

### 1992年10月 - 1994年3月
- 着々とフジテレビ系シングルネット化へ向けての準備が進む中、1992年春の改編同様、秋の改編においても、日本テレビ系の『吉本印天然素材』の放送を打ち切った。
- また、番組開始からMBCが時差ネットにて放送していた『新伍&紳助のあぶない話』（関西テレビ）がKTSへ同時ネット（日曜 22:00 - 22:30）で移動。この番組移動に伴い、フジテレビ日曜 22:30 - 23:00の番組は、1985年4月の改編からMBCが時差ネットしていたが、これに伴い、KTSが『吉本印天然素材』の終了枠（日曜 23:00 - 23:30、30分遅れの時差ネット）にて7年半ぶりに放送を復帰（いずれも1992年10月4日から）。このMBCからの番組移動を以って、KTSクロスネット最後の改編が終了し、フジテレビ系メインネットの体制へと完全に移行した。
- 1992年10月4日 - 1994年3月27日、KTSの日曜22時台は『新伍&紳助のあぶない話』（フジテレビ）・『オシャレ30・30』（日本テレビ）の一社提供のトーク番組が2本続けて放送された（オシャレ30・30は、1週遅れの時差ネット）。これは全国の日テレ・フジ両系列局の中でも、KTSのみの編成である。
- 1991年10月16日 - 1994年3月23日、水曜21時台には『とんねるずの生でダラダラいかせて!!』（日本テレビ[注 33]） 、木曜21時台には『とんねるずのみなさんのおかげです』（フジテレビ）を同時ネットしていたため、21時台にとんねるずのレギュラー番組が2日連続で視聴できた[注 34]。
- また、土曜・日曜午後のスペシャル番組放送枠も、1992年10月3日 - 1994年3月27日は日本テレビ系列の番組を極力減らし、フジテレビ系主体（一部はテレビ東京系）に改編。『フジサンケイクラシック』・『FNSドキュメンタリー大賞』の他、プライムタイムに同時ネットできないスペシャル番組や全国のフジテレビ系列各局の自社制作番組などを放送。クロスネット最後の改編が終了した1992年10月以降は、フジテレビ系列をメインネットとするため、ローカルセールス枠も有効に活用し、フジテレビ系番組の放送時間を増加させた。また、この時間帯に『笑っていいとも!増刊号』が不定期放送されたこともある[注 35][注釈 14][注釈 15]。
- クロスネット最後の改編が終了した直後の1992年10月から、フジテレビ系列局のテレビ静岡（SUT）制作の『テレビ寺子屋』を一時期放送していた。また、土曜・日曜の午後にスペシャル版が放送されたこともある。現在は番組のネットが終了しており、KTSでは未放送。

### 平日13時台
- KTSは過去に平日13時台のテレビ朝日・日本テレビ・フジテレビ各系列の帯番組全てを同時ネットしたことがあるという、かつての全国上記各系列局の中でも非常に珍しい放送履歴を持っている。
- 1982年10月1日のKKB開局に伴い、それまで放送されていた平日13時台のテレビ朝日系帯番組は、日本テレビ系列へとそっくりネット交換。このため、当時MBCで放送のフジテレビ系帯番組『ライオン奥様劇場』はKTSへの移動が行われず、引き続き最終回までMBCが遅れネットで放送し、後継番組の『ライオンのいただきます』を1987年10月2日放送分までネットした。
- 1987年10月2日、この日本テレビ系帯番組が終了した（『ごちそうさま』を除く）のを機に、同年10月5日からフジテレビ系の帯番組が移動、同時ネットを開始。これにより、KTSの平日13時台はさらに日本テレビ系列からフジテレビ系列へと、実に2度もの系列番組をそっくりネット交換する改編が行われ、KTSの同時ネット枠の中では大変入れ替わりの激しい時間帯となった。
- 『いただきます』がKTSへ移動してきた1987年10月以降、前身番組『ライオン奥様劇場』で放映されたいくつかの作品もKTSで再放送された。
- これにより、1987年10月5日 - 1990年12月28日の3年3ヶ月、KTSでは日テレ・フジクロスネット局の中で唯一、平日の午後に『ライオンのいただきます』・『ごちそうさま』と、対極の意味を表す言葉がタイトルになっている番組を同一局でネットするという現象が起きていた[注釈 16][注釈 17] 。
- 『東海テレビ制作昼の帯ドラマ』は、かつて平日のドラマ再放送枠にて度々休止期間が入っての部分放送を行っていたが、この改編を機にようやく定期放送へと移行。これにより、同番組はフジテレビ系全局での同時ネット化を達成した。

### その他平日午後の帯番組
- フジテレビ系お昼の看板番組でもある『笑っていいとも!』と『ライオンのいただきます』は、1987年10月2日まで、鹿児島県では放送局が異なり、前者がKTSでの同時ネットなのに対し、後者はMBCで同日時差ネットだった[注釈 18]。
- 1987年10月の平日13時台ネット交換以降、KTS未放送の『午後は○○おもいッきりテレビ』に内包された『ごちそうさま』は同時ネットができなくなり、半ば弾き出されるような形で時差ネットへと降格し、その後も1988年10月からの放送時間の短縮により、数回、放送時間が変更された。放送時間は以下の通り。
  - 1987年10月5日[35] - 1988年9月30日[36]：14:00 - 14:15
  - 1988年10月3日[37] - 1990年3月30日[38]：14:00 - 14:10（10分枠に短縮のため）
  - 1990年4月2日[39] - 1993年9月30日[40]：14:45 - 14:55
  - 1993年10月1日[40] - 1994年3月31日[33]：15:35 - 15:45
- KKB開局と同時に始まった日本テレビ系平日午後の帯番組放送枠は、開始時60分から終了時10分へと大幅に縮小された。なお、九州地区では『おもいッきりテレビ』内包後の『ごちそうさま』単独ネットをTBS系列の長崎放送（NBC）および、3系列クロスネット時代のTOSの2局が1988年9月30日をもって打ち切る中、KTSはその5年半後まで続けていた。
- 1992年9月28日は、この3日後（1992年10月1日）に開局を控え、KTSが主要株主でもある『エフエム鹿児島』の詳細を解説する自社制作版スペシャル番組『ミューFMのすべて』を21:00 - 21:30枠で放送[注 36]。『2時いろトーク』でも当番組の事前案内が行われた。
- 日本テレビ系午後のワイドショー番組においては、その放送履歴が一度もない[注釈 19]。日テレ系の放送時間が比較的多いプライムタイムやニュースの編成とは対照的に、当該の放送枠に関しては開局からNNN・NNSを脱退するまでの25年間、最後まで一切ネットしない体制を貫いていた[注釈 20]。
- なお、KTSが1987年10月の改編時に平日13時台の同時ネット枠を日テレ系からフジ系にそっくり入れ替えたのも、同時期開始の『おもいッきりテレビ』をネットしない関係から取られた措置である。
- 前項にて説明の通り、平日午後の帯番組も改編が行われるたびに系列枠が大きく変化を見せていた。以下はその編成概要：

### 平日午後のネット変遷
- ★ → 時差ネット
- ◆ → 自社編成

1981年4月1日当時（日テレ･フジ･テレ朝クロスネット末期）
- フジ系･テレ朝系混合編成
（フジ系66.7%・テレ朝系33.3%）

|       | 月曜日 - 金曜日             |
| 12:00 | フジ 笑ってる場合ですよ!    |
| 13:00 | テレ朝 シャボン玉プレゼント |
| 13:15 | テレ朝 徹子の部屋           |
| 13:55 | ミニ番組                    |
| 14:00 | コスモス                    |
| 14:52 | 天気予報・ニュース          |
| 15:00 | フジ 3時のあなた            |

1984年10月1日当時（日テレ･フジクロスネット初期）
- フジ系･日テレ系混合編成
（フジ系67.6%・日テレ系32.4%）

|       | 月曜日 - 金曜日            |
| 12:00 | フジ 笑っていいとも!       |
| 13:00 | 日テレ ごちそうさま        |
| 13:15 | 日テレ おしゃれ            |
| 13:30 | 日テレ 三枝の爆笑夫婦      |
| 13:55 | 天気予報                   |
| 14:00 | フジ系ドラマの遅れネット枠 |
| 14:55 | フジ FNN午後のニュース     |
| 15:00 | フジ 3時のあなた           |

1989年4月3日当時（日テレ･フジクロスネット中期）
- フジ系･日テレ系混合編成（フジ系メイン）
（フジ系86.0%・日テレ系14.0%）

|       | 月曜日 - 金曜日                      |
| 12:00 | フジ 笑っていいとも!                 |
| 13:00 | フジ ライオンのいただきます          |
| 13:30 | フジ 東海テレビ制作昼の帯ドラマ      |
| 14:00 | 日テレ★ ごちそうさま                 |
| 14:10 | 番宣番組◆                            |
| 14:15 | 日テレ★ 読売テレビ制作朝の連続ドラマ |
| 14:40 | インフォマーシャル◆                  |
| 14:55 | フジ FNN午後のニュース               |
| 15:00 | フジ タイム3                         |

1992年10月1日当時（日テレ･フジクロスネット末期）
- フジ系･日テレ系混合編成（フジ系メイン）
（フジ系94.9%・日テレ系5.1%）

|       | 月曜日 - 金曜日                 |
| 12:00 | フジ 笑っていいとも!            |
| 13:00 | フジ ライオンのごきげんよう     |
| 13:30 | フジ 東海テレビ制作昼の帯ドラマ |
| 14:00 | フジ FNN午後のニュース          |
| 14:05 | 自社制作番組◆ 2時いろトーク     |
| 14:40 | テレビショッピング◆             |
| 14:45 | 日テレ★ ごちそうさま            |
| 14:55 | 番宣番組◆                       |
| 15:00 | フジ タイム3                    |

### 日曜18時台
- クロスネット当時、日曜 18:30 - 19:00は『独占!!スポーツ情報』（日本テレビ）を番組開始当初から同時ネットしていたが、1985年4月の改編に伴い、同年3月31日をもって日本テレビ系日曜18時台の同時ネット枠を廃止。それに合わせ、フジテレビ系同時ネット枠を確保するも、スポンサー（東芝）側の『鹿児島県のフジテレビ系列局はクロスネットが解消されるまでの期間中、MBCでの番販扱いを継続させる』旨の意向により、番組移動を断念。このため、やむなくフジテレビフルネット化されるまでの1985年4月7日 - 1994年3月27日の9年間はフジテレビ系時差ネット枠に差し替え、『世界名作劇場』を放送し、同じフジ系アニメ番組による代替編成が組まれていた。
- ただし、フジテレビ系『FNSの日』に該当する日曜日のみ、KTSで『サザエさん』の放送が行われた（この際、当時のネット局・MBCはこの日のみ放送を休止）。
- なお、クロスネット末期の1992年秋（10月）・1993年春（3月）のスペシャルドラマ・サザエさん（フジテレビ）は、いずれも系列局のKTSが放送した（アニメ版とは番組スポンサーが異なり、KTSでの放送に支障は出ないため）。
- また、『世界名作劇場』の放送は下記の通り、ネット改編が行われる度に時間が移動していた。
  - 土曜 19:00 - 19:30（1975年1月11日 - 1981年3月28日）
  - 金曜 19:00 - 19:30（1981年4月3日 - 1982年10月1日）
  - 木曜 19:00 - 19:30（1982年10月7日 - 1985年3月28日）
  - 日曜 18:30 - 19:00（1985年4月7日 - 1994年3月27日）
  - フジテレビシングルネット化完了後の1994年4月3日 - 1997年3月23日は、日曜 19:30 - 20:00の同時ネット枠へ移動。
- 『独占!!スポーツ情報』の打ち切りと同時に、九州地区クロスネット局の中で唯一KTSが行っていた『巨人戦先行放送』にも終止符が打たれ、KTSが持つ日テレ色の濃さも1985年4月以降は段階を踏んで、徐々に軽減されていく。
- なお、1982年10月 - 1984年9月の2年間、鹿児島地区の木曜19時台前半枠はKTSが『世界名作劇場』を放送する一方、MBCが『サザエさん』を放送しており、両局ともに裏番組がフジ系列のアニメという現象が起きていた。

### 日曜21:00 - 22:30
- クロスネット時代のKTSは、日テレ色の強い局でありながら、九州地区の日テレ・フジ系列クロスネット局の中では唯一、日曜 21:00 - 22:30の日テレ系のレギュラー番組を、一度も同時ネットしなかった局である[注 37]。
- KKB開局直後、テレビ朝日系同時ネット枠のほとんどが日本テレビ系同時ネット枠へ交換されるも、『知られざる世界』・『巨泉のこんなモノいらない!?』・『知ってるつもり?!』などの良質な番組を輩出した、日本テレビ系プライムタイムの看板的存在でもある日曜 21:00 - 22:30の同時ネットに関してはなぜか消極的で、以後の改編においてもその対象外となった[注 38]。
- KTSの日曜 21:00 - 22:30の歴代レギュラーネット番組の変遷は以下の通り。
  - 『日曜洋画劇場』（テレビ朝日、1969年4月6日 - 1982年9月26日、23:00まで放送）
  - 『日曜サスペンス劇場（日本テレビ、火曜サスペンス劇場の5日遅れ時差ネット、1982年10月3日 - 1985年3月31日、23:00まで放送）』
  - 『花王名人劇場』→『花王ファミリースペシャル（いずれも関西テレビ）』＋フジテレビ系30分番組[注 39]（1985年4月7日 - 1994年3月27日）

## 補足
- 現在の名物アナは、2007年（平成19年）春まで『めざましテレビ』でおなじみだった小軽部こと坪内一樹である。フジテレビアナウンサーの軽部真一にそっくりなことから、軽部の夏休み中にピンチヒッターとして、蝶ネクタイ着用で出演することもあった（KTS向けの同番組のCMも出演、詳しくは坪内一樹の項を参照）。
- NNNとのクロスネット時代に名物アナだった崎島誠は、『ズームイン!!朝!』の鹿児島キャスター担当当時、年中常に半袖着用（出張で冬の北海道からの中継があったときも）で出演していたため、視聴者から『崎島さんに何か着せてください』の要望があり、その後長袖も着用するようになった。
- 関西テレビがKTSの主要株主ということもあり、クロスネット当時から、九州地区の日テレ・フジ両系列局の中において、月曜22時台（『三枝の愛ラブ!爆笑クリニック』→『服部半蔵 影の軍団・幕末編』→『月曜22時台ドラマ』）や日曜21時・22時台前半（『花王名人劇場』→『花王ファミリースペシャル』・『新伍&紳助のあぶない話』[注 40]）など、同局制作の全国ネット版番組を比較的多く同時ネットしていた。
- 鹿児島読売テレビ開局の際、「読売新聞所有のKTS株と関西テレビ所有の福岡放送株とが交換される」という噂が流れたため、系列関係にない局の株の所有について波紋を広げた。
- 鹿児島県出身で、タレントのはしのえみが10歳（小学校4年生）の頃にKTSののど自慢番組に出場したことがある（曲目は松田聖子の『Rock'n Rouge』。その後、はしのが出演したバラエティ番組で数回ほど映像が使用されている）。
- 2006年（平成18年）公開の映画『LIMIT OF LOVE 海猿』に舞台となる大規模海難の地元放送局として作中に登場しており、また、実際のロケへの協力および、FNSとしての制作参加に加え、制作社としても名を連ねている。
- 開局40周年記念特別番組『南洲翁異聞〜おいどんは、丸腰・平和使節で韓国へ行く〜』は2008年（平成20年）2月18日深夜（19日未明）に関東地区（フジテレビ）でも放送された。
- フジテレビ系で土曜日の夕方に放送されている『ミュージックフェア』は、スポンサーである塩野義製薬（シオノギヘルスケア）の推薦が得られていないためKTSではネットされていない（最南端のネット局はテレビくまもと）。現在のフジテレビ系列シングルネット局では、福島テレビとともにネットした経歴が存在しない。

### セイカ劇場
セイカ食品は、「セイカ劇場」として30秒のコマーシャルをKTSにおいて日曜日に1回放送している。放送枠は2003年（平成15年）の開始時にはこちら葛飾区亀有公園前派出所、2005年（平成17年）から2006年（平成18年）9月まではワンピース、2006年（平成18年）10月から現在はサザエさんで、いずれもカウキャッチャーとなっている。2019年（平成31年/令和元年）からは「セイカのおいしい昔話」になり、新たな30秒アニメCMにリニューアルされた。
コマーシャルの内容はセイカ食品の商品である、白くま、ボンタンアメ、兵六餅にまつわる出来事や故事をアニメーションと語りで伝えるもの。「サザエさんも観てね」といった具合に、最後に次番組の案内を行うが、特別番組などでは「このあともKTS」となる。「セイカのおいしい昔話」にリニューアルされてからは、最後に次番組の案内を行わなくなっている。

## 不祥事

### 他局取材音声の無断使用
「ゆうテレ」と「チャンネル8」で県内の男子新体操部を紹介する際に、他局が部活動監督につけたワイヤレスピンマイクの音声を無断で受信して放送に使用した。BPO（放送倫理・番組向上機構）の放送倫理検証委員会において、電波法のみならず放送倫理としても著しく逸脱した行為であるとされた。